# Victor Horta
Victor Horta (Gant, 6 de gener de 1861 – Brussel·les, 8 de setembre de 1947) fou un arquitecte belga, considerat —conjuntament amb Henry van de Velde i Paul Hankar— el pioner del modernisme a Bèlgica. Les cases principals de l'arquitecte Víctor Horta a Brussel·les estan inscrites a la llista del Patrimoni de la Humanitat de la UNESCO. La Casa Tassel a Brussel·les, construïda entre 1892 i 1893, es considera sovint la primera casa modernista belga. Les formes vegetals estilitzades corbes que va utilitzar Horta van influir en molts d'altres, inclòs l'arquitecte Hector Guimard, que les va utilitzar a la primera casa que va dissenyar a París i a les entrades que va dissenyar per al metro de París. També es considera un precursor de l'arquitectura moderna pels seus plans oberts i el seu ús innovador del ferro, l'acer i el vidre.
L'obra posterior d'Horta s'allunya de l'Art Nouveau, i esdevé més geomètrica i formal, amb tocs clàssics, com les columnes. Va fer un ús molt original de marcs d'acer i claraboies per aportar llum a les estructures, plànols oberts i detalls decoratius ben dissenyats. Les seves obres principals posteriors van incloure la Maison du Peuple/Volkshuis (1895–1899); Palais des Beaux-Arts de Brussel·les (1923–1929) i l'estació central de Brussel·les (1913–1952).
L'any 1932, el rei Albert I va atorgar a Horta el títol de baró pels seus serveis al camp de l'arquitectura. Quatre dels edificis que va dissenyar han estat declarats Patrimoni de la Humanitat per la UNESCO.

## Biografia
Víctor Horta va néixer a Gant, Bèlgica, el 6 de gener de 1861. El seu pare era un mestre sabater, que, com recordava Horta, considerava l'artesania una forma d'art elevada. El jove Horta va començar estudiant música al Conservatori Reial de Gant. Va ser expulsat per mala conducta i va anar a estudiar a la Reial Acadèmia de Belles Arts de Gant. Al Conservatori de Gant, avui una aula porta el seu nom. Quan tenia disset anys, es va traslladar a París i va trobar feina amb l'arquitecte i dissenyador Jules Debuysson.
El pare d'Horta va morir el 1880 i Horta va tornar a Bèlgica. Es va traslladar a Brussel·les i es va casar amb la seva primera dona, amb qui va tenir dues filles. Va començar a estudiar arquitectura a la Reial Acadèmia de Belles Arts de Brussel·les. Es va fer amic de Paul Hankar, un altre dels primers pioners de l'arquitectura modernista. Horta va fer bé els seus estudis i va ser contractat com a ajudant pel seu professor, Alphonse Balat, arquitecte del rei Leopold II. Horta va treballar amb Balat en la construcció dels hivernacles reials de Laeken al nord de Brussel·les, el primer treball en què Horta va utilitzar vidre i ferro. El 1884, Horta va guanyar el primer Premi Godecharle que es va atorgar a l'arquitectura per a un nou edifici proposat per al Parlament belga. Quan es va graduar a la Reial Acadèmia, va rebre el Gran Premi d'Arquitectura.
Entre els anys 1892 i 1893 va fer la seva primera obra innovadora: la casa Tassel, un edifici unifamiliar erigit a Brussel·les, on prescindeix del passadís i de les habitacions en fila creant espais fluids i donant un nou tractament a l'ús del ferro i del vidre, creant formes vegetals tant en elements arquitectònics (columnes), com en el mobiliari (tulipes de llums i altres). El 1894 va dissenyar l'estudi de l'escultor Godefroid Devreese.
En els anys següents, Horta es va incorporar a la Societat Central d'Arquitectura Bèlgica, va dissenyar i enllestir tres cases d'estil tradicional i va participar en diversos concursos. El 1892, va ser nomenat cap del Departament de Disseny Gràfic per a l'Arquitectura de la Universitat Lliure de Brussel·les, i promogut a professor el 1893. En aquesta època, a través de conferències i exposicions organitzades pel grup d'artistes Els XX, Horta es va familiaritzar amb el moviment Arts and Crafts britànic, l'evolució del disseny de llibres, i sobretot els tèxtils i el paper pintat, que van influir en la seva obra posterior.
El 1893, Horta va construir una casa senyorial, la Casa Autrique per al seu amic Eugène Autrique. L'interior tenia una planta tradicional, a causa d'un pressupost limitat, però la façana preveia alguns dels elements que va desenvolupar en l'estil modernista complet, incloses columnes de ferro i dissenys florals de ceràmica. L'any 1894, Horta va ser elegit president de la Societat Central d'Arquitectura Bèlgica, tot i que va dimitir l'any següent arran d'una disputa provocada quan se li va adjudicar l'encàrrec d'una llar d'infants a la Rue Saint-Ghislain / Sint-Gissleinsstraat al districte de Marolles/Marollen de Brussel·les, sense concurs públic.
Al llarg de la seva vida, Horta va ser molt influït pel teòric de l'arquitectura francès Eugène Viollet-le-Duc, amb les idees del qual es va identificar completament. El 1925 va escriure:
| « | Des de 1840, les teories de Viollet-le-Duc són una anàlisi nítida, precisa i constructiva de cada element de l'arquitectura, portant tota l'arquitectura al seu origen absolut, una construcció de la qual pot sorgir qualsevol forma d'art. | » |

## Les cases senyorials i l'inici del modernisme

### Hotel Tassel (1892–1893)
El gran cop per a Horta va arribar el 1892, quan se li va encarregar el disseny d'una casa per al científic i professor Émile Tassel. La Casa Tassel es va acabar el 1893. La façana de pedra, dissenyada per harmonitzar amb els edificis veïns, era força tradicional, però l'interior era sorprenentment nou. Horta va utilitzar les tecnologies del vidre i del ferro, que havia practicat als hivernacles reials de Laeken, per crear un interior ple de llum i espai. La casa es va construir al voltant d'una escala central oberta. La decoració de l'interior comptava amb línies d'encrespament, modelades a partir de ceps i flors, que es repetien a les baranes de ferro de l'escala, a les rajoles del terra, als vidres de les portes i claraboies, i pintades a les parets. L'edifici és àmpliament reconegut com la primera aparició de l'Art Nouveau a l'arquitectura. L'any 2000 va ser designada, juntament amb altres tres cases de poble dissenyades poc després, com a Patrimoni de la Humanitat per la UNESCO. En designar aquests llocs, la UNESCO ha explicat: «La revolució estilística que representen aquestes obres es caracteritza per la seva planta oberta, la difusió de la llum i la brillant unió de les línies corbes de la decoració amb l'estructura de l'edifici».

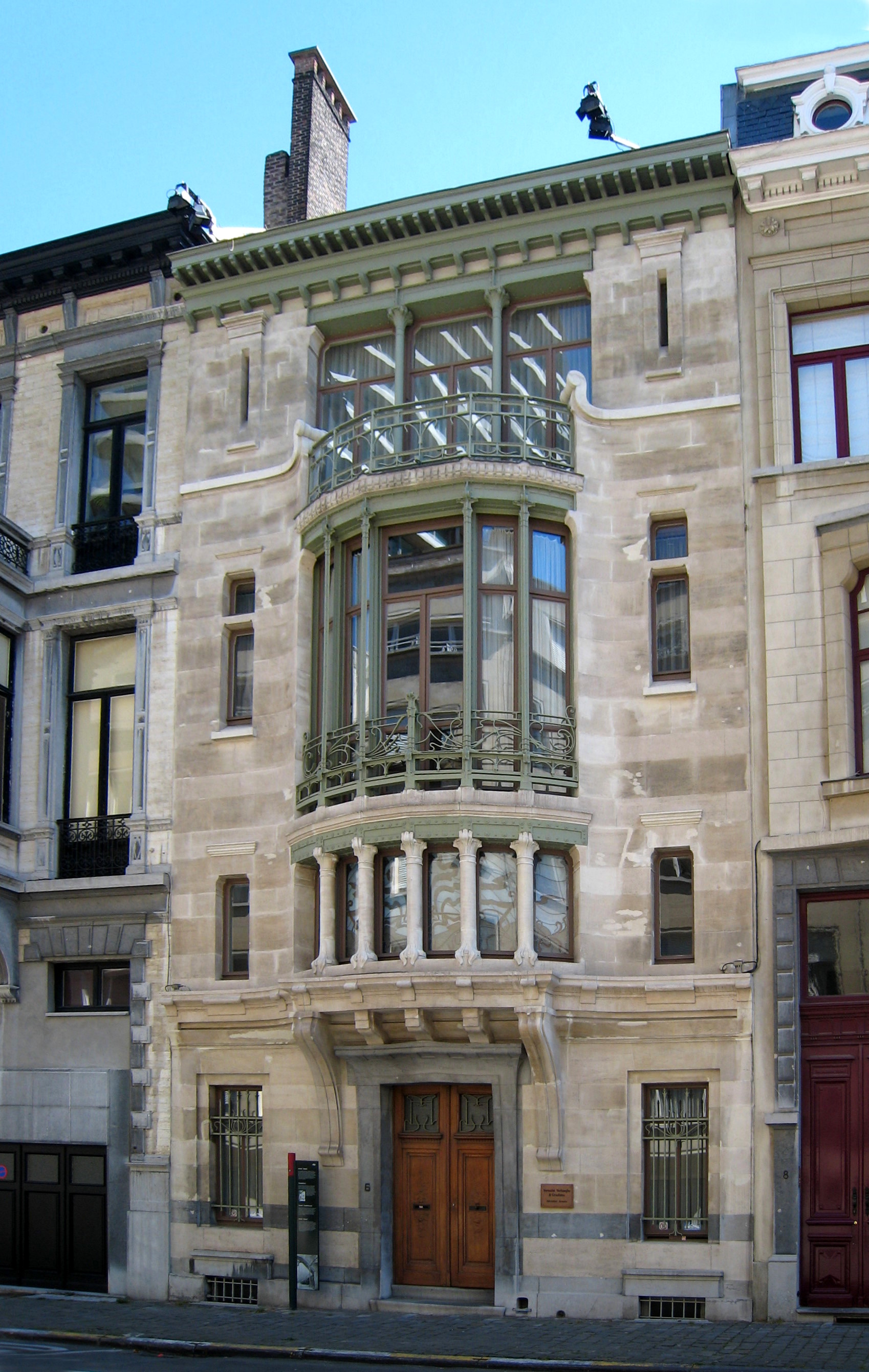
Façana de la casa Tassel, Brussel·les (1893)
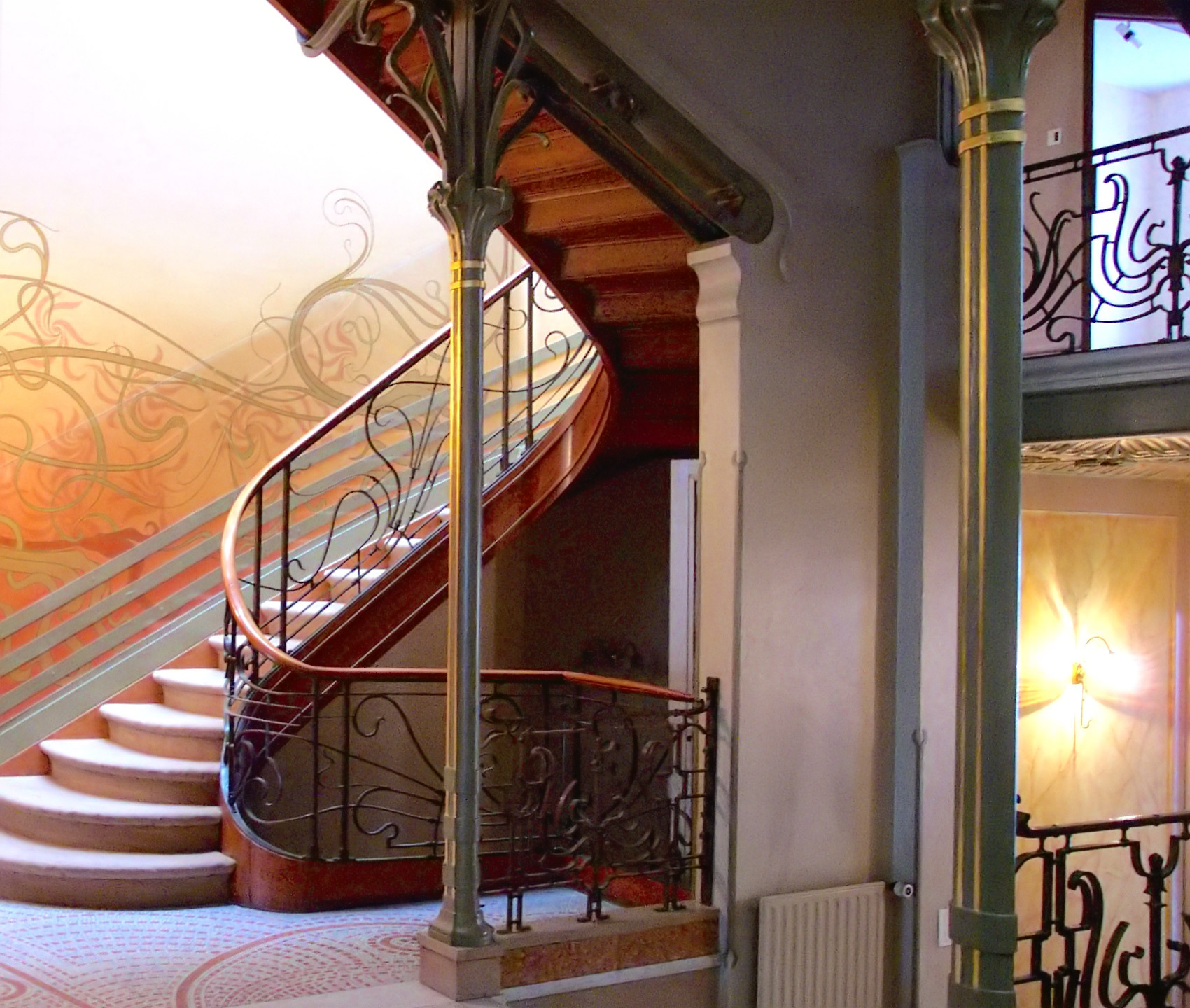
Escala de la casa Tassel
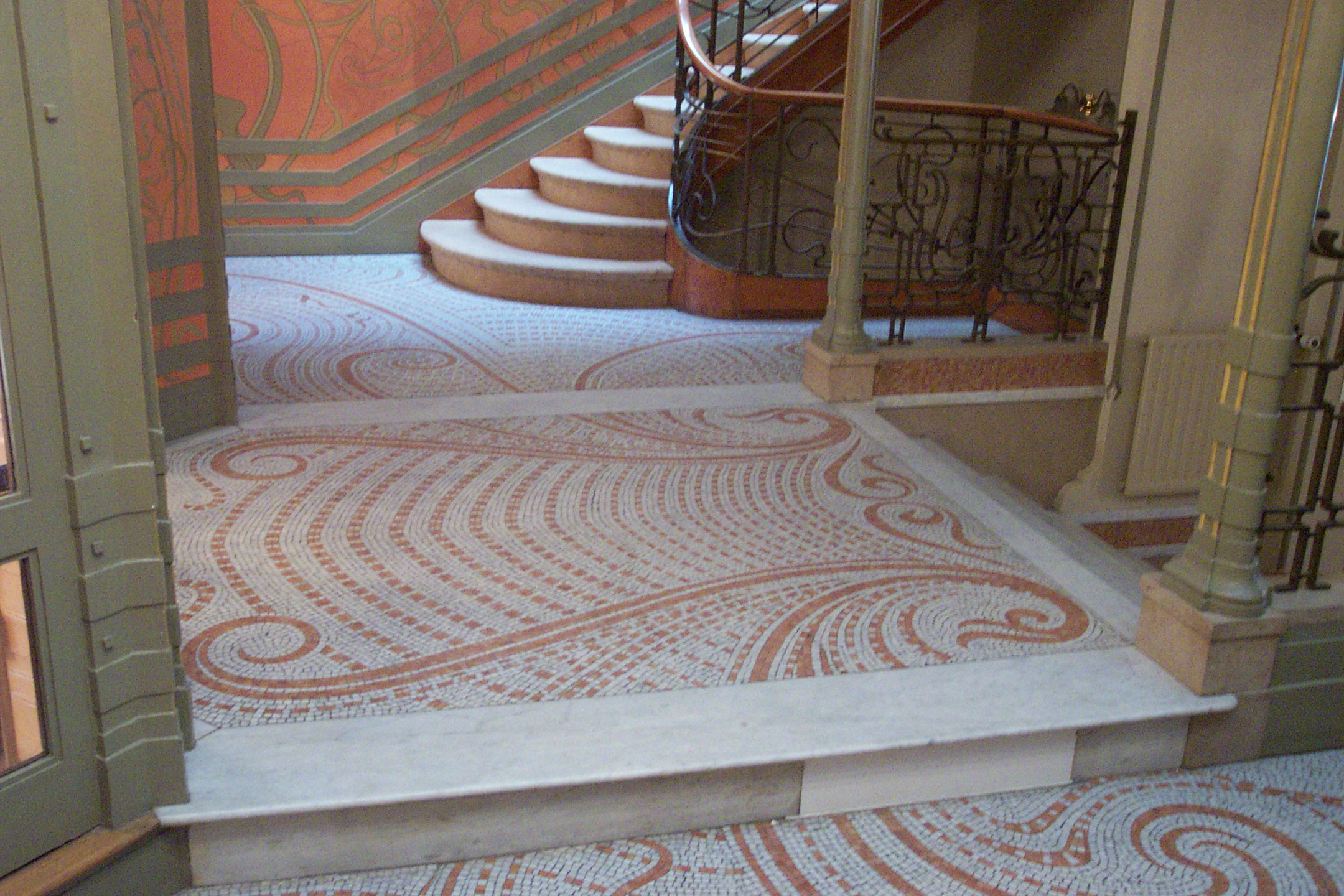
Planta de la casa Tassel, amb el característic disseny vegetal curling

### Hotel Solvay (1898–1900)
L’Hôtel Solvay, a l’avinguda Louise/Louizalaan de Brussel·les, va ser construït per a Armand Solvay, fill del químic i industrial Ernest Solvay. Horta tenia un pressupost pràcticament il·limitat, i utilitzava els materials més exòtics en combinacions inusuals, com el marbre, el bronze i les rares fustes tropicals a la decoració de l'escala. Les parets de l'escala van ser decorades pel pintor puntillista Théo van Rysselberghe. Horta en va dissenyar tots els detalls, inclòs el timbre de bronze i el número de la casa, per combinar amb l'estil general.

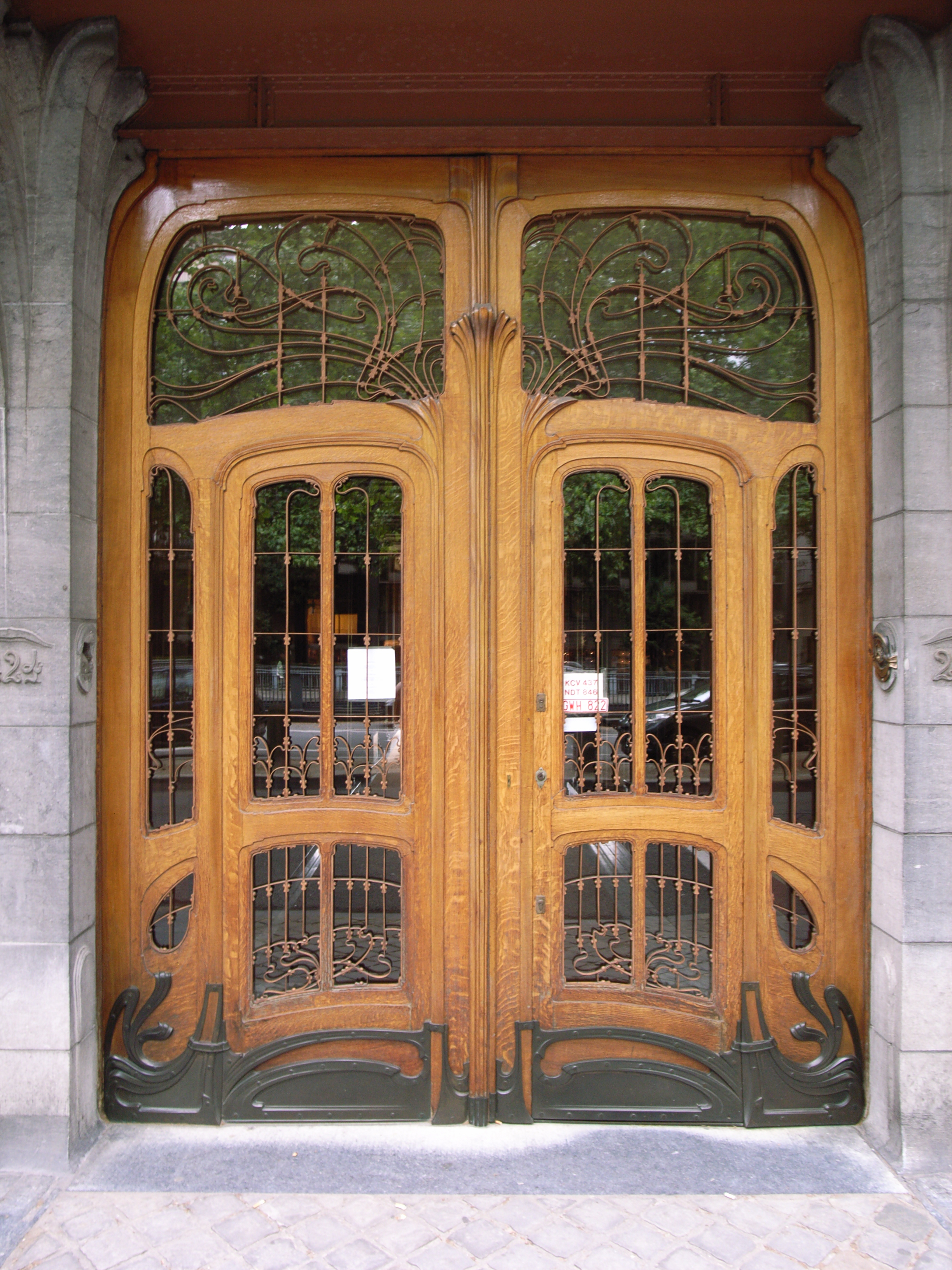
Entrada de l'Hôtel Solvay, Brussel·les (1898–1900)
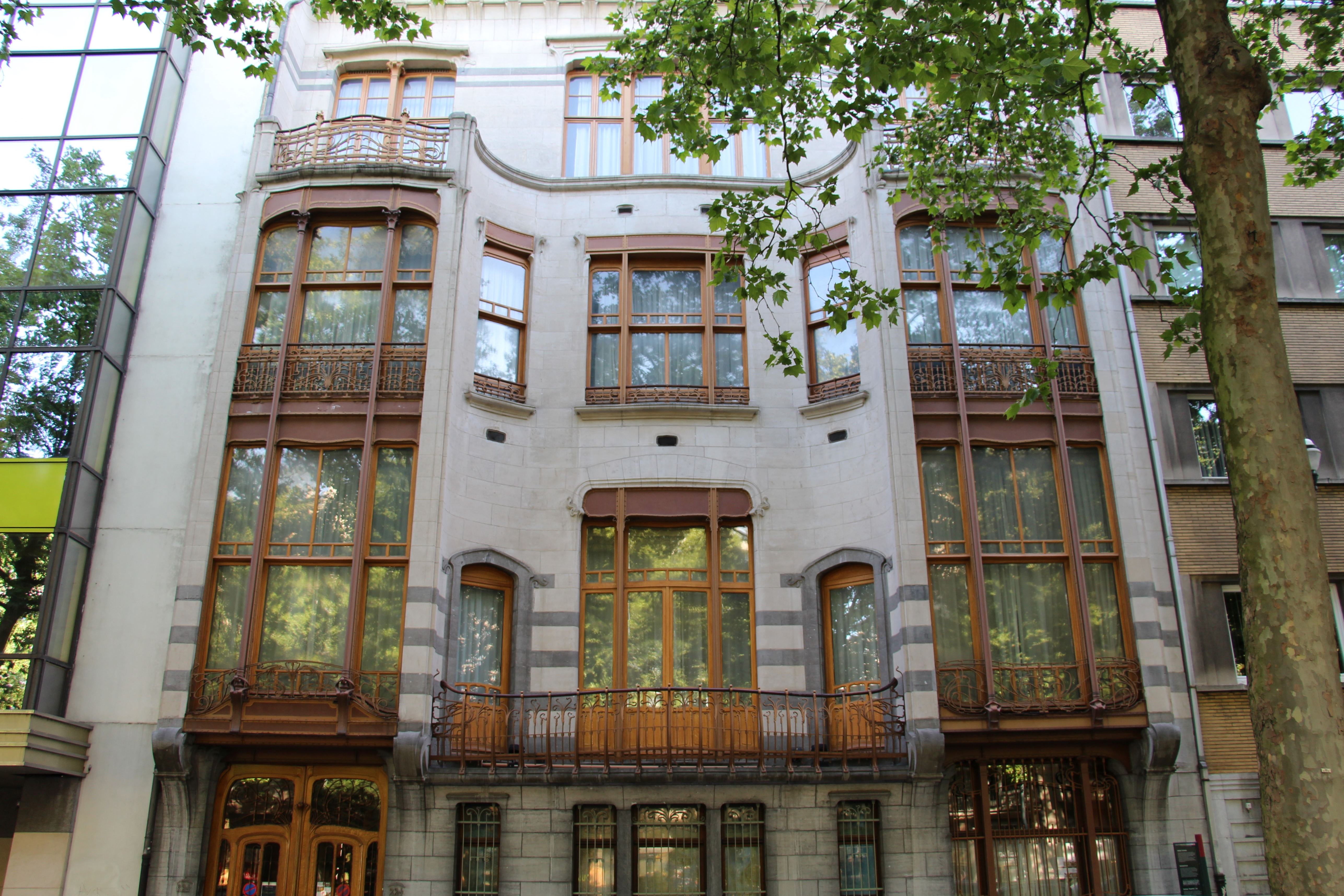
Façana de l'Hôtel Solvay
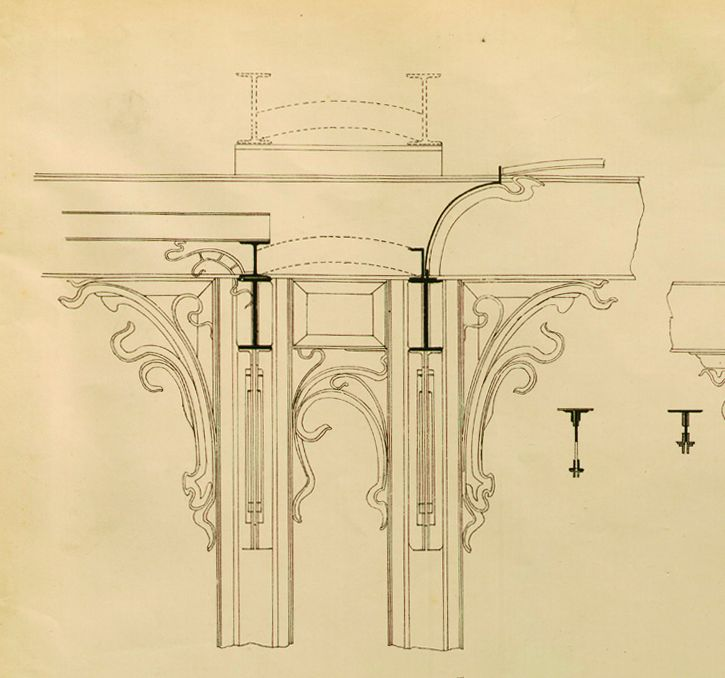
Disseny de la decoració d'interiors de l'Hôtel Solvay per Horta
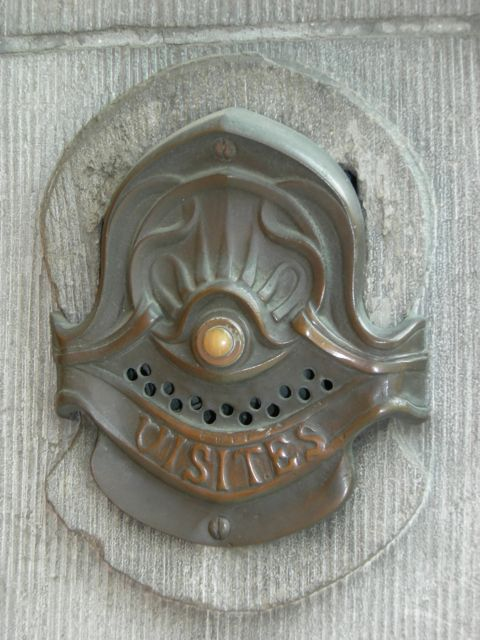
Timbre de l'Hôtel Solvay

### Hotel Van Eetvelde (1898–1900)
L’Hotel van Eetvelde és considerat un dels edificis més innovadors i realitzats d'Horta, a causa de l'interior molt original del jardí d'hivern i dels detalls imaginatius que hi ha a tot arreu. La planta oberta de l'hotel Van Eetvelde era especialment original i oferia molta llum, tant horitzontalment com verticalment, i una gran sensació d'espai. Un pati central pujava a l'alçada de l'edifici, aportant llum des de la claraboia de dalt. A la planta principal, els salons de forma ovalada estaven oberts al pati, i també rebien llum de grans finestrals. Es podia mirar d'un costat a l'altre de l'edifici des de qualsevol dels salons de la planta principal.

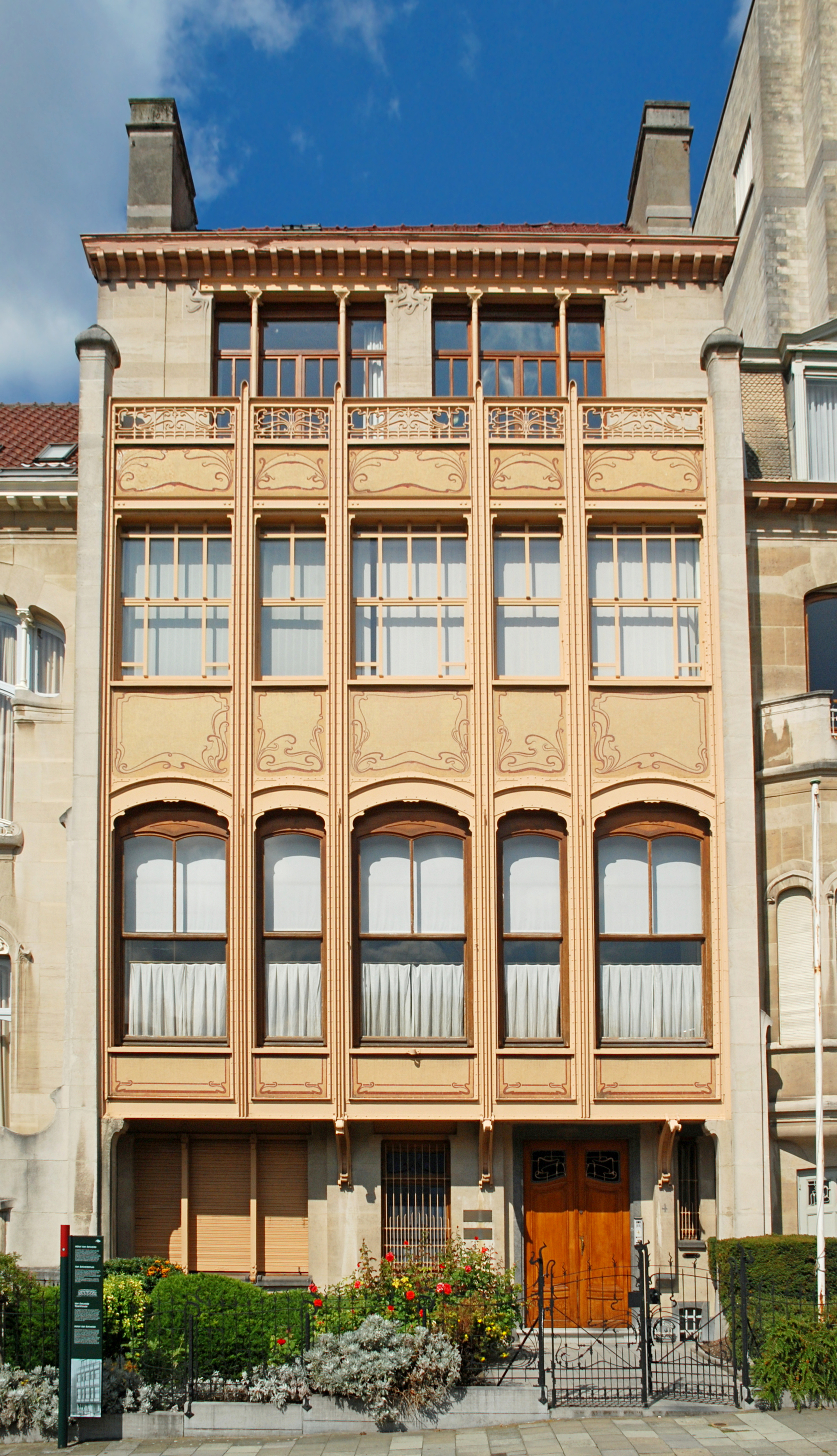
Façana de l’Hôtel van Eetvelde, Brussel·les (1898–1900)
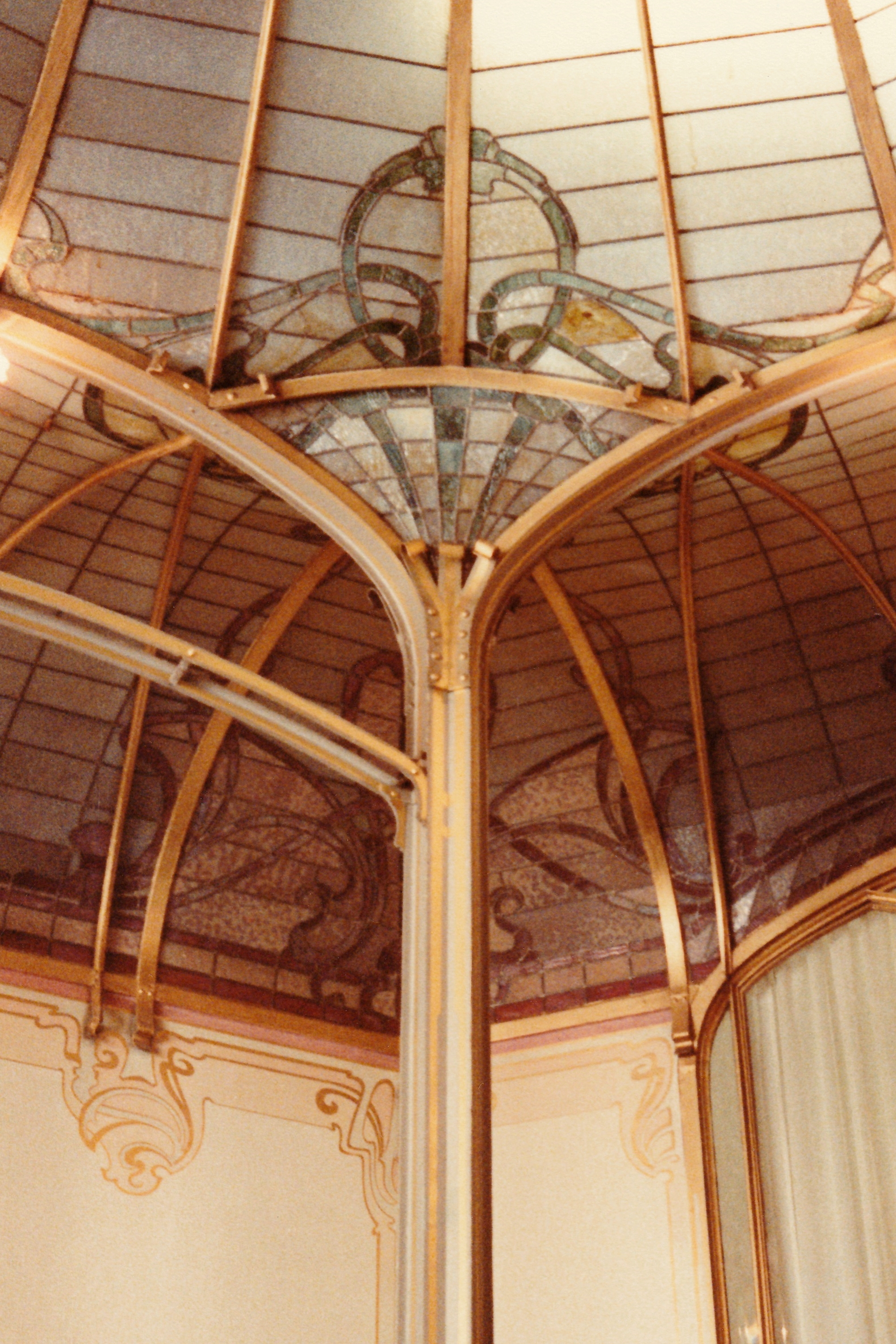
Detall del Jardí d'Hivern de l'Hôtel van Eetvelde
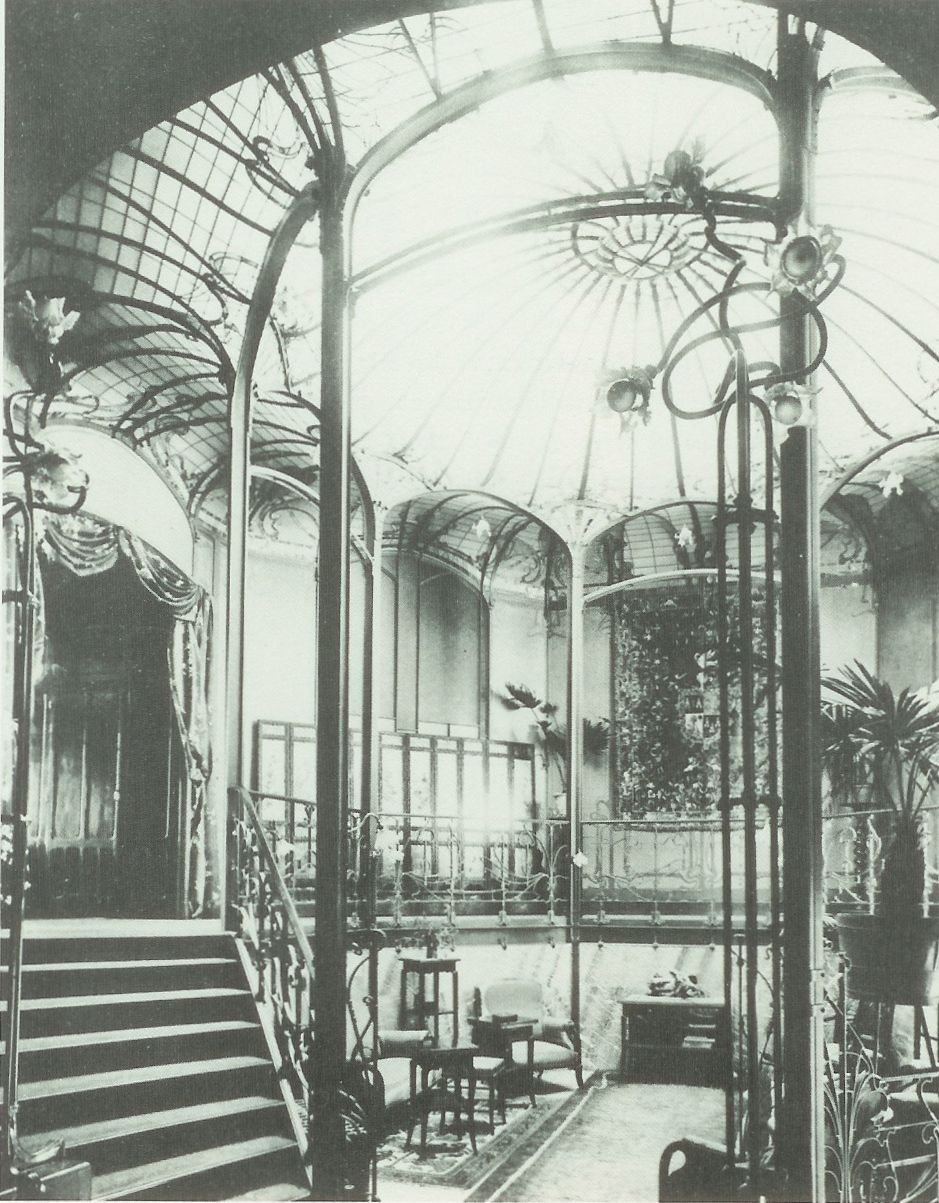
Jardí d'hivern de l'Hôtel van Eetvelde
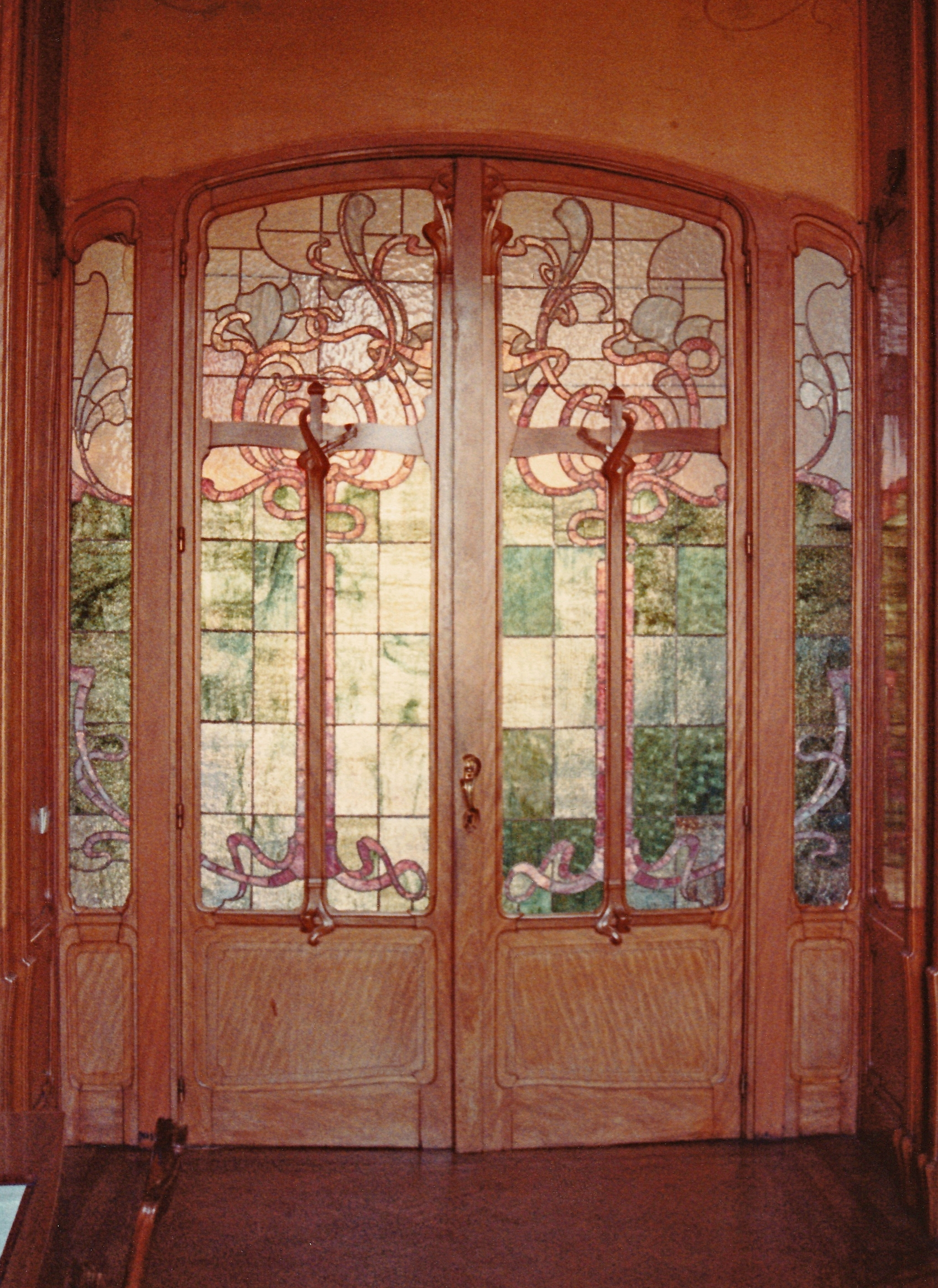
Porta amb vitralls
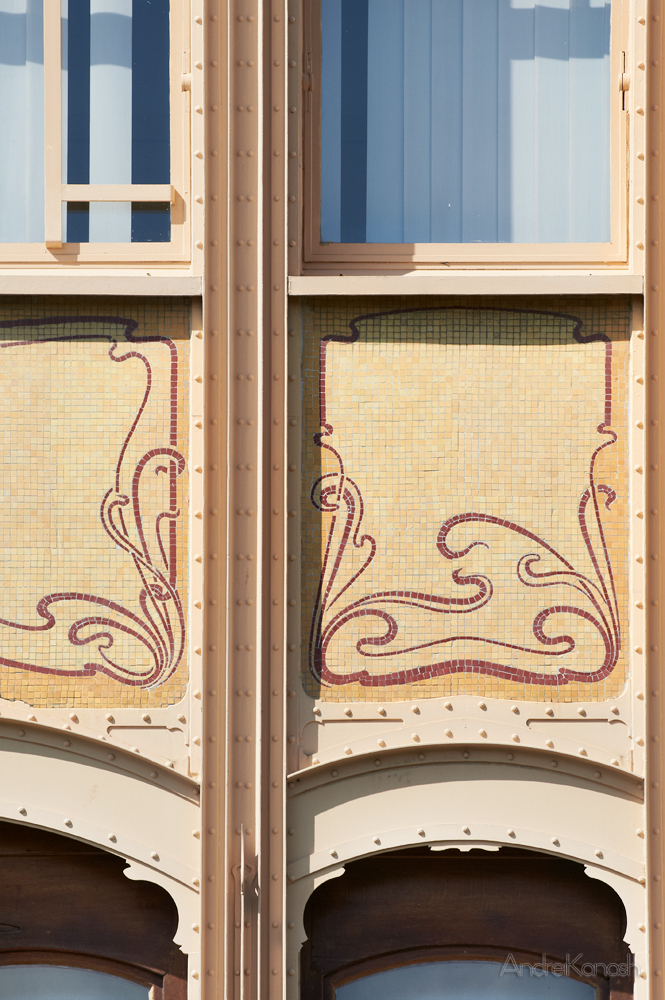
Detall de la façana de l'Hôtel van Eetvelde

### Casa i Estudi d'Horta (1898–1901)
La Casa i Taller d'Horta, avui Museu d'Horta, era la residència i l'oficina d'Horta, i certament era més modesta que les altres cases, però tenia les seves pròpies característiques originals i una artesania i un domini dels detalls igualment exquisits. Va fer combinacions inusuals de materials, com la fusta, el ferro i el marbre en la decoració de l'escala. Més endavant edifica la seva pròpia casa, la casa Horta (1898), seguint idèntics paràmetres.

L'element novell de les cases d'Horta i després dels seus edificis més grans va ser la seva recerca de la màxima transparència i llum, cosa sovint difícil d'aconseguir amb les estretes obres de Brussel·les. Ho va aconseguir mitjançant l'ús de grans finestrals, lluernes, miralls i, sobretot, amb les seves plantes obertes, que aportaven llum per tots els costats i des de dalt.

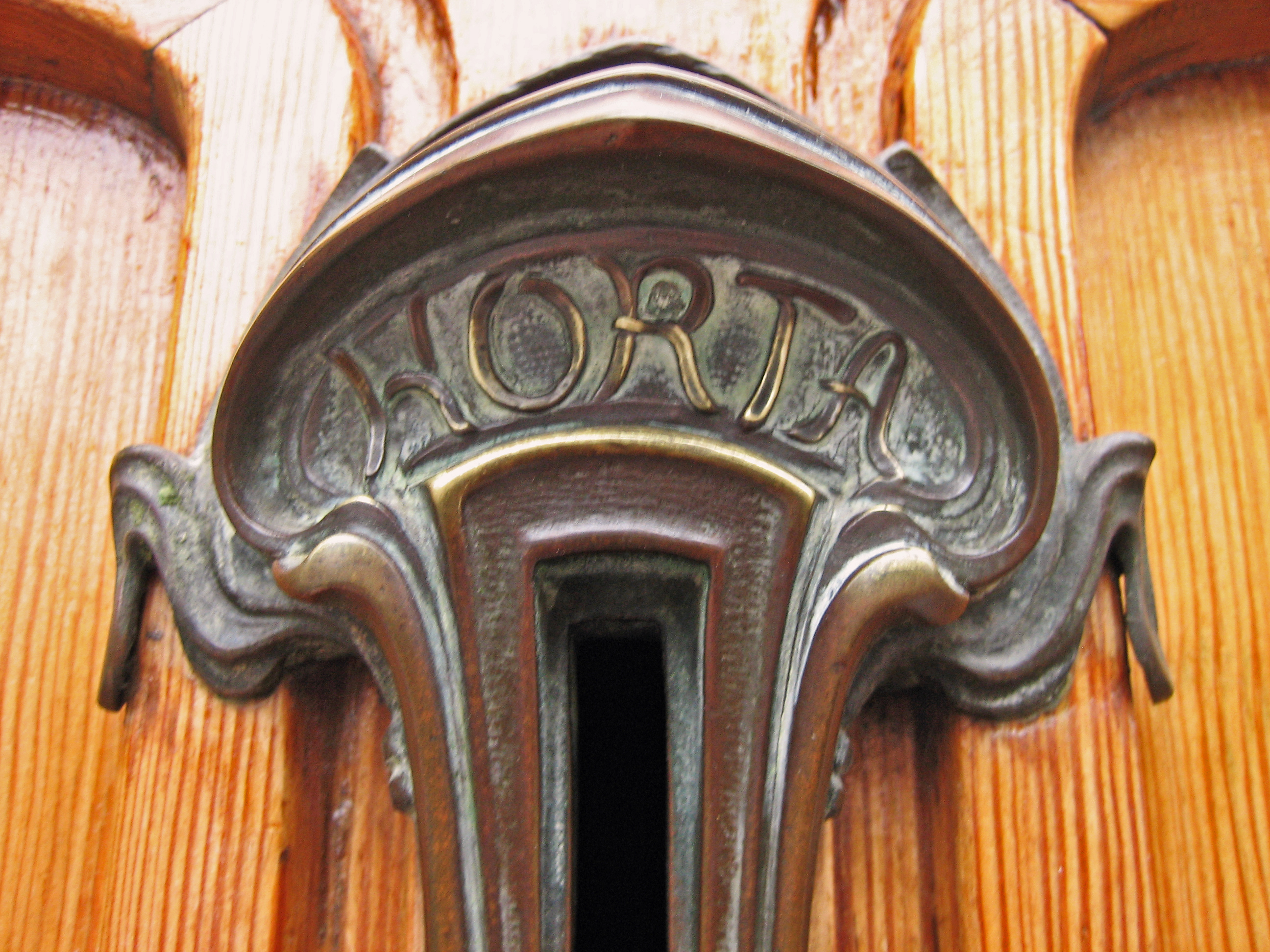
Detall de la porta del Museu Horta, Brussel·les (1898–1901)
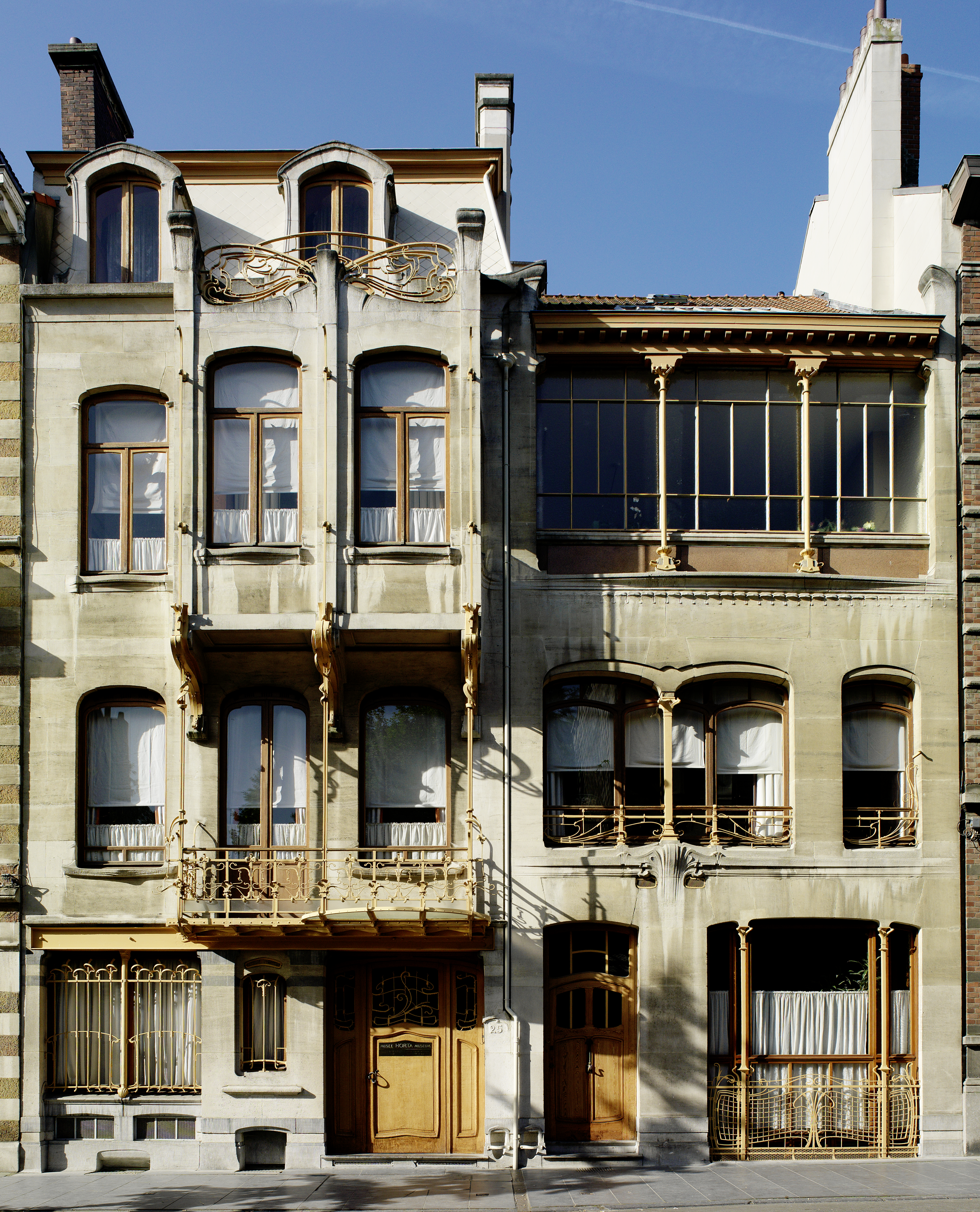
El Museu d'Horta, format per la residència d'Horta i el taller junts
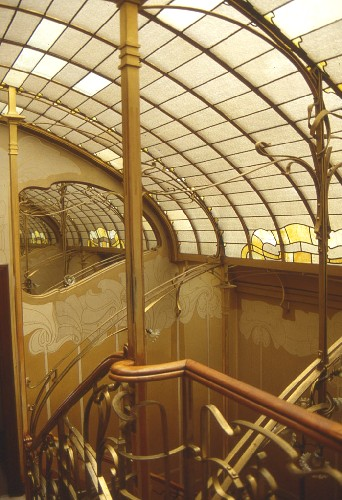
Escala i claraboia de la casa Horta
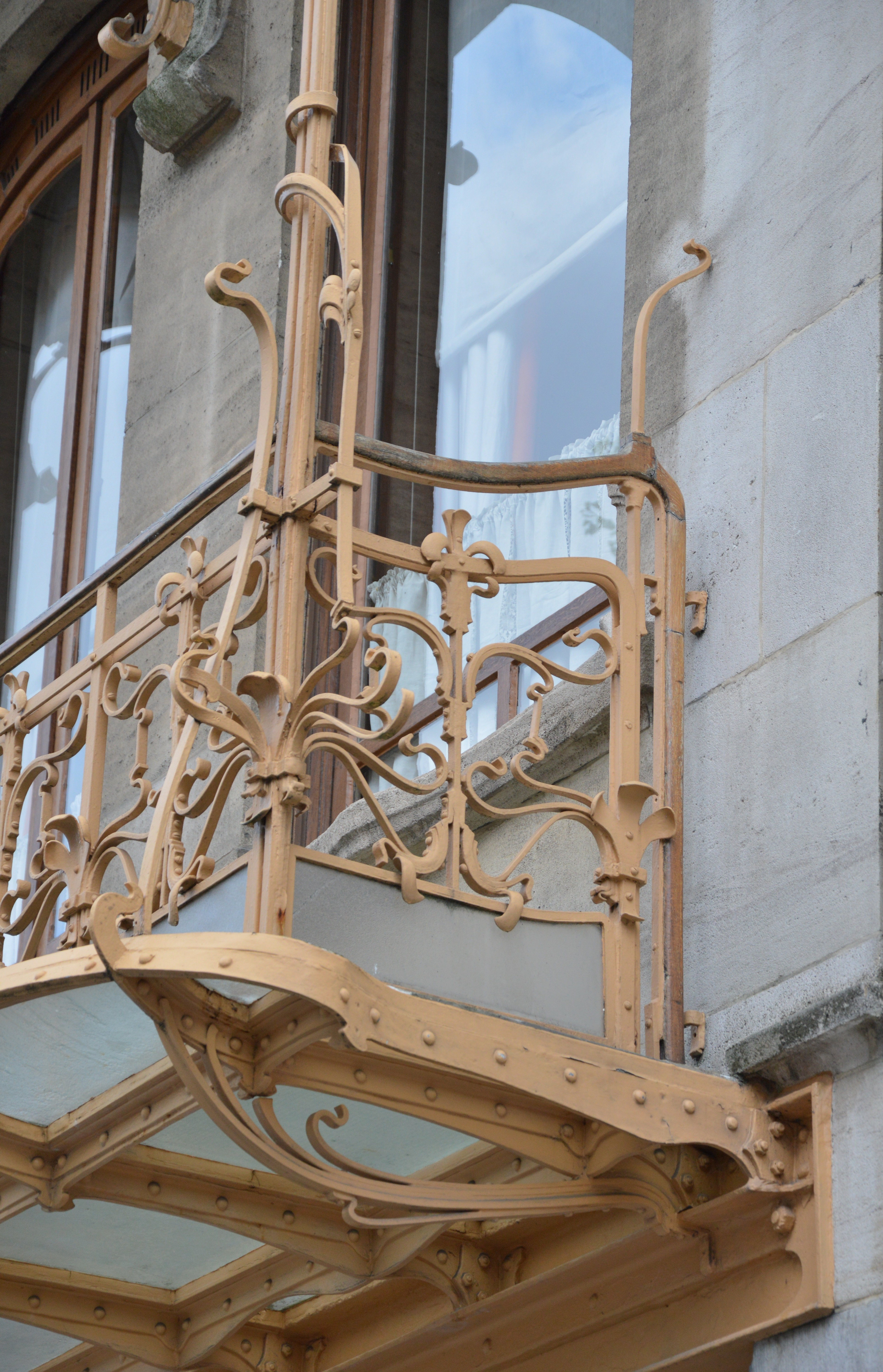
Balconada del museu Horta

### Hôtel Aubecq (1899–1902)
L'Hôtel Aubecq de Brussel·les va ser una de les seves últimes cases, feta per a l'industrial Octave Aubecq. Com amb les seves altres cases, tenia una claraboia sobre l'escala central, omplint la casa de llum. La seva particularitat era la forma octogonal de les estances, i les tres façanes amb finestres, pensades per donar la màxima llum. El propietari inicialment volia conservar els seus mobles familiars originals, però a causa de la forma estranya de les habitacions, Horta va rebre l'encàrrec de crear nous mobles.

L'any 1948, l'Art Nouveau estava passat de moda, la casa es va vendre a un nou propietari, que volia enderrocar-la. Va començar un moviment per preservar la casa, però al final només la façana i el mobiliari van ser salvats per l'Ajuntament de Brussel·les. La façana va ser desmuntada i emmagatzemada, i es van fer moltes propostes per a la seva reconstrucció, però no se'n va dur a terme cap. Alguns dels mobles es troben ara exposats al Museu d'Orsay de París.

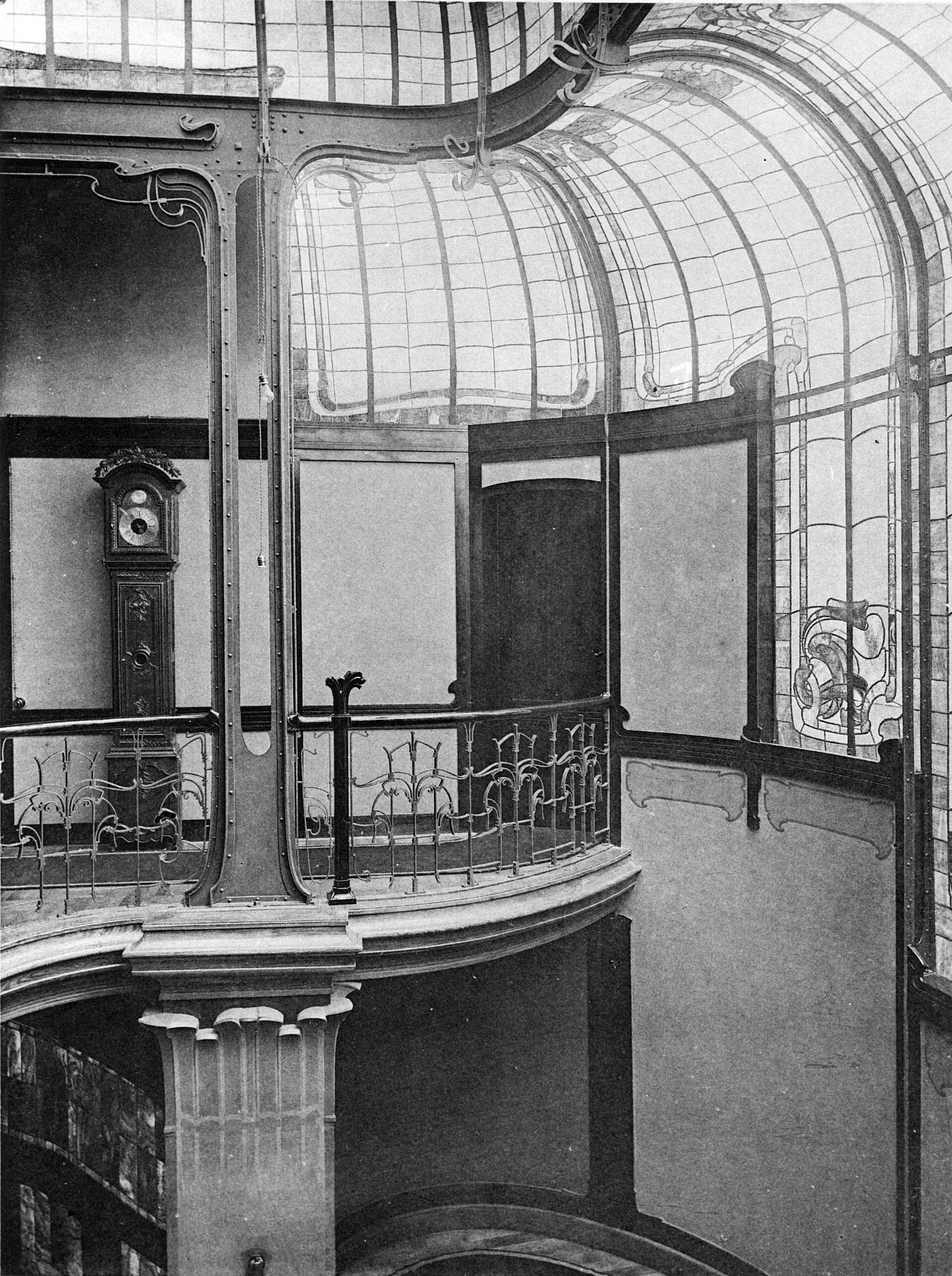
Part superior de la sala de l'Hôtel Aubecq, Brussel·les (1899–1902)
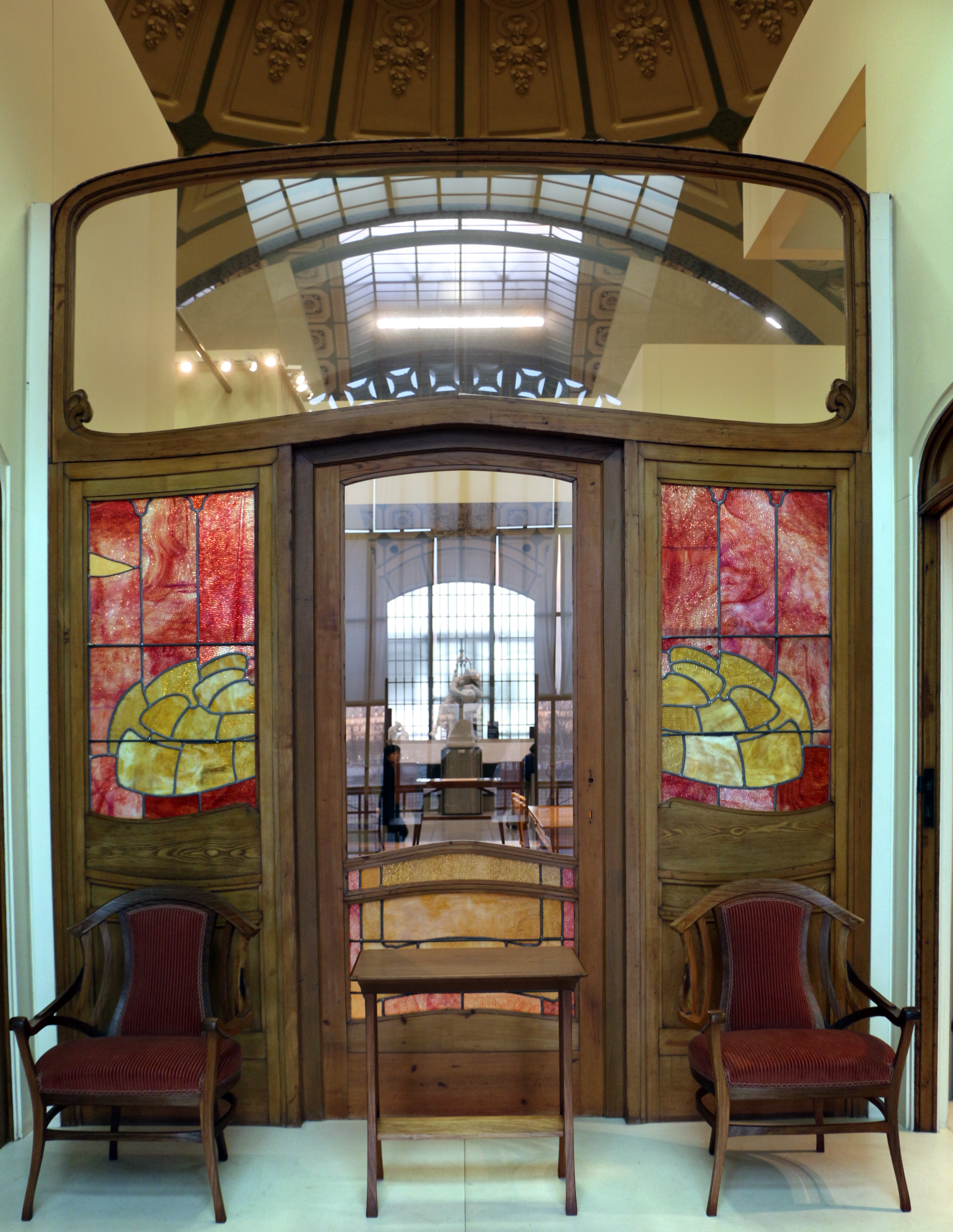
Mobiliari de l'Hôtel Aubecq exposat al Museu d'Orsay, París
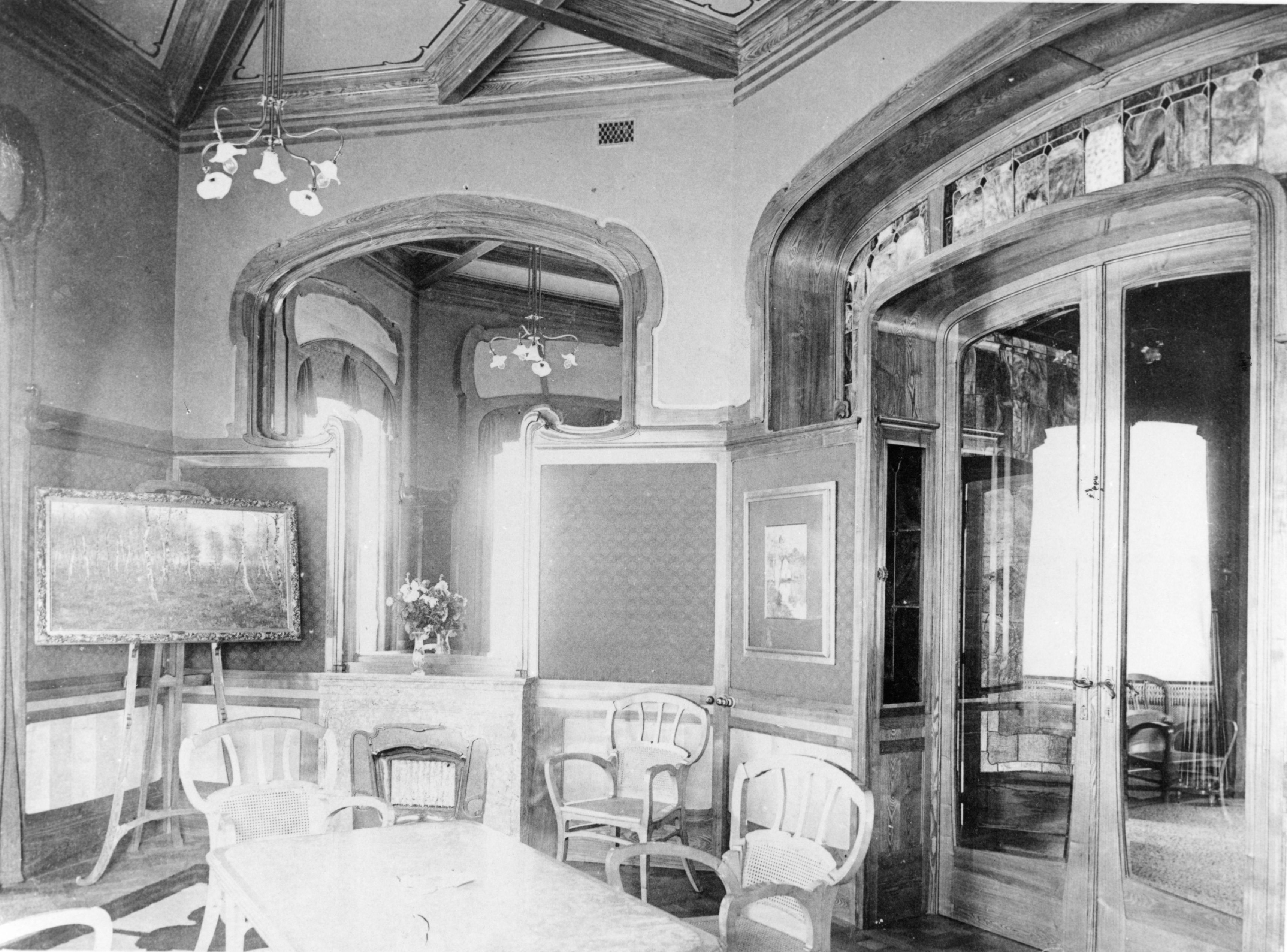
Saló de l'Hôtel Aubecq

### Maison du Peuple (1895–1899)
Mentre Horta construïa luxoses mansions per als rics, també va aplicar les seves idees a edificis més funcionals. De 1895 a 1899, va dissenyar i construir la Maison du Peuple/Volkshuis («Casa del Poble»), la seu del Partit dels Treballadors de Bèlgica (POB/BWP). Es tractava d'una gran estructura que inclou oficines, sales de reunions, una cafeteria i una sala de conferències i concerts amb capacitat per a més de 2.000 persones. Era un edifici purament funcional, construït amb columnes d'acer amb murs cortina. A diferència de les seves cases, pràcticament no hi havia decoració. L'únic tret modernista reconeixible era una lleugera corba dels pilars d'acer que sostenien el sostre. Igual que amb les seves cases, l'edifici va ser dissenyat per aprofitar al màxim la llum, amb grans lluernes sobre la sala principal de reunions. Va ser enderrocat el 1965, malgrat una petició internacional de protesta de més de 700 arquitectes. Els materials de l'edifici es van guardar per a una possible reconstrucció, però finalment es van escampar per Brussel·les. Algunes parts es van utilitzar per a la construcció del sistema de metro de Brussel·les.

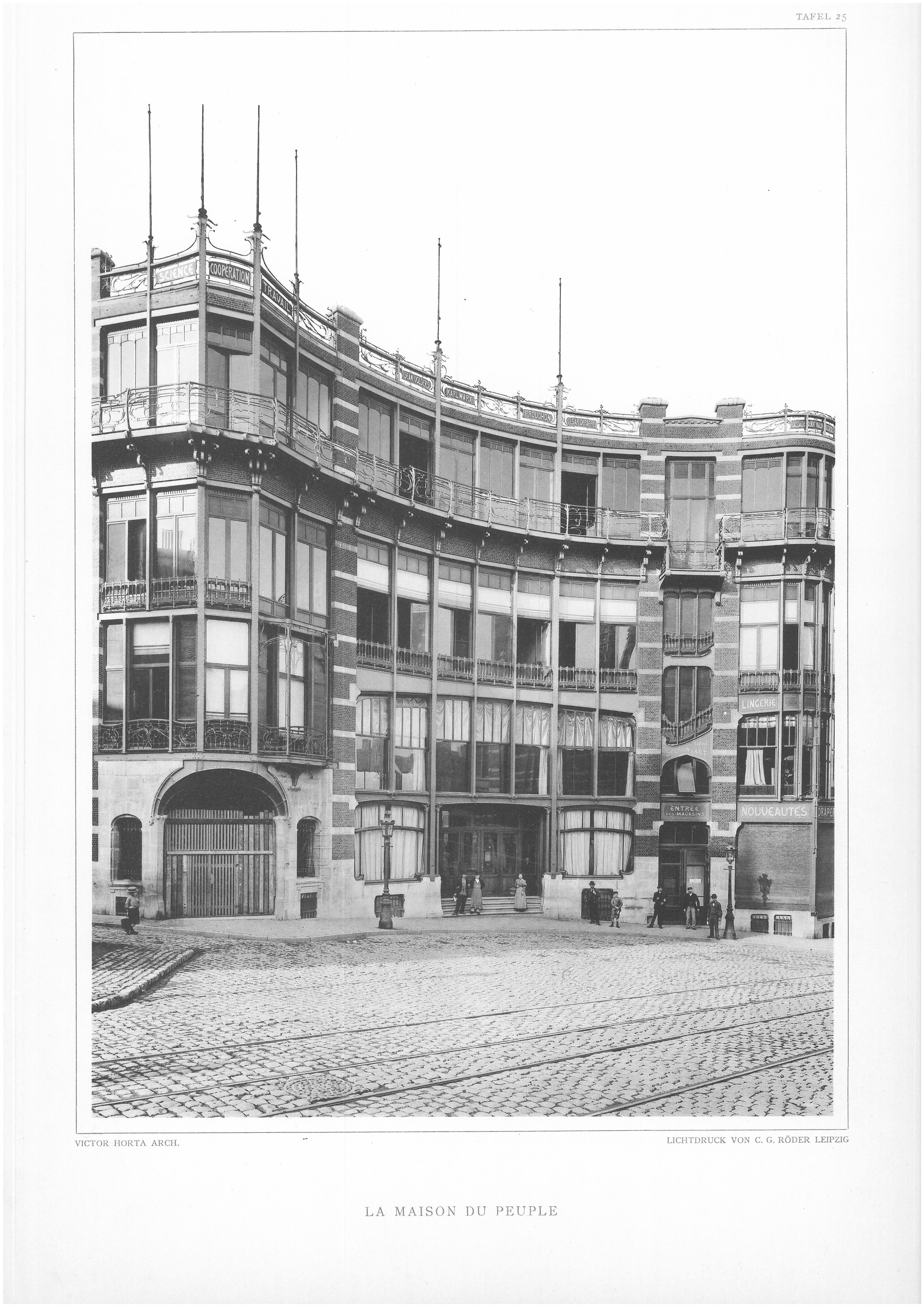
Façana de la Maison du Peuple, Brussel·les (1895–1899)
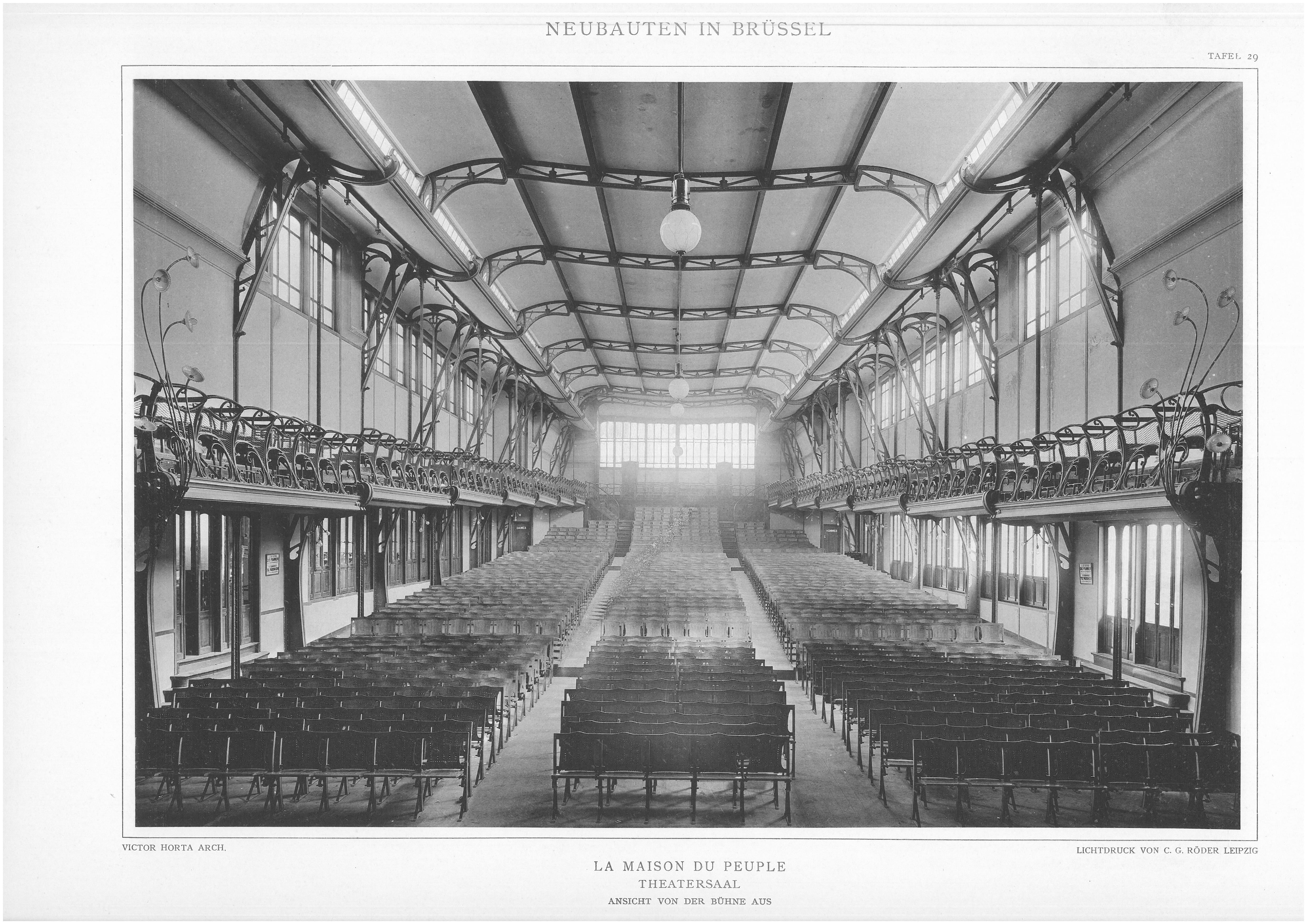
Teatre i Sala de Trobades de la Maison du Peuple
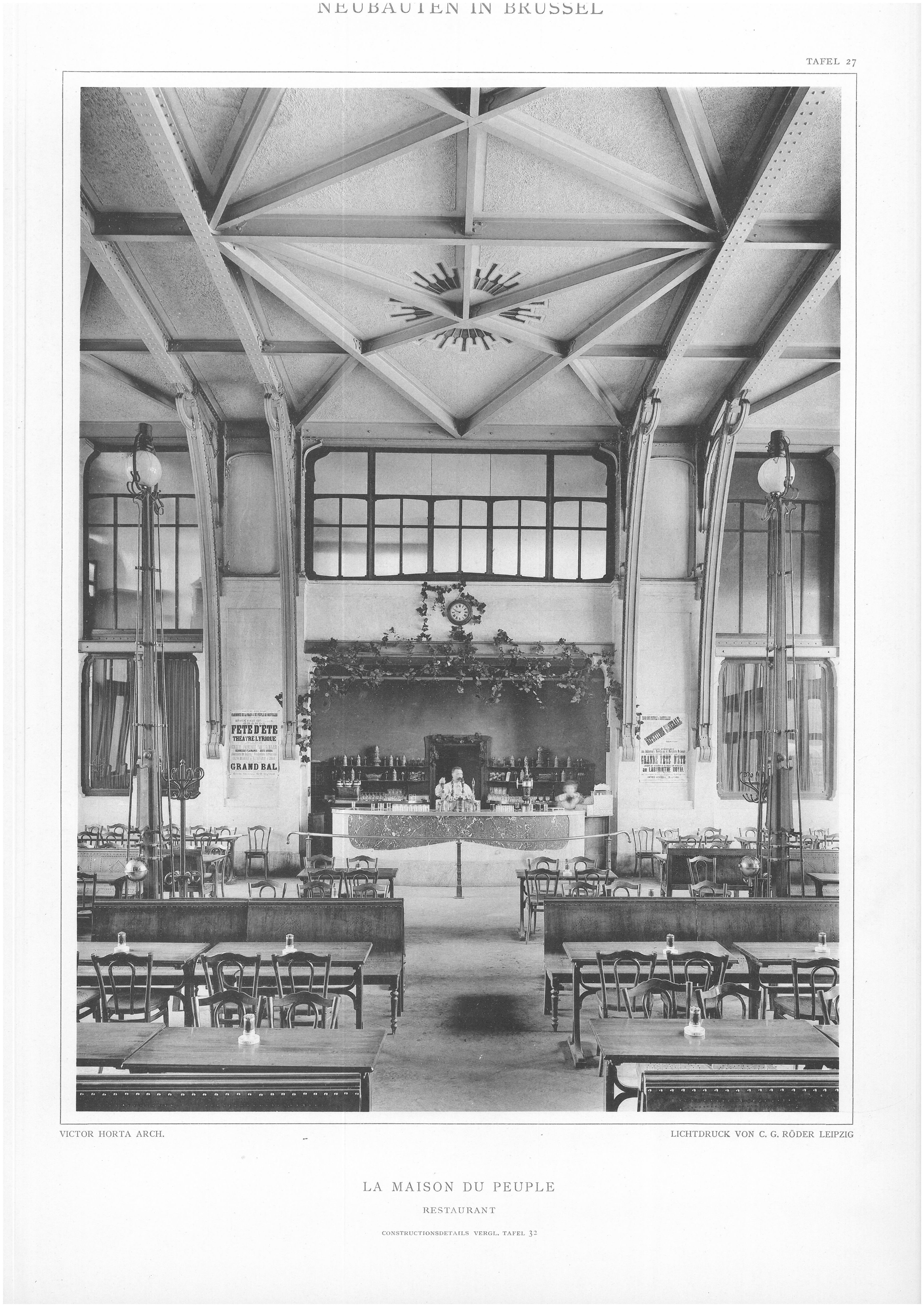
Restaurant de la Maison du Peuple

A partir de l'any 1900, els edificis d'Horta es van anar simplificant de forma progressiva, però sempre fets amb molta atenció a la funcionalitat i a l'artesania. A partir de 1903, va construir el Grand Bazar Anspach, uns grans magatzems, amb el seu característic ús de grans finestrals, terres oberts i decoració de ferro forjat. L'any 1907, Horta va projectar el Museu de Belles Arts de Tournai, encara que no es va obrir fins al 1928 a causa de la guerra.

### Grans magatzems Waucquez (1905)
Els Magasins Waucquez (actualment el Centre Belga del Còmic) era originàriament uns grans magatzems especialitzats en tèxtils. En el seu disseny, Horta va utilitzar tota la seva habilitat amb l'acer i el vidre per crear espais oberts espectaculars i donar-los molta llum des de dalt. La claraboia d'acer i vidre es combina amb tocs decoratius, com les columnes neoclàssiques. Després de la mort de Waucquez l'any 1920, l'edifici va començar a llanguir i l'any 1970, l'empresa va tancar les portes. Jean Delhaye, un antic ajudant d'Horta, va salvar l'edifici de la demolició i el 16 d'octubre de 1975, per la seva connexió amb Horta, va ser declarat lloc històric protegit. Ara és un museu d'una especialitat belga particular, el còmic, també té una sala dedicada a Horta.

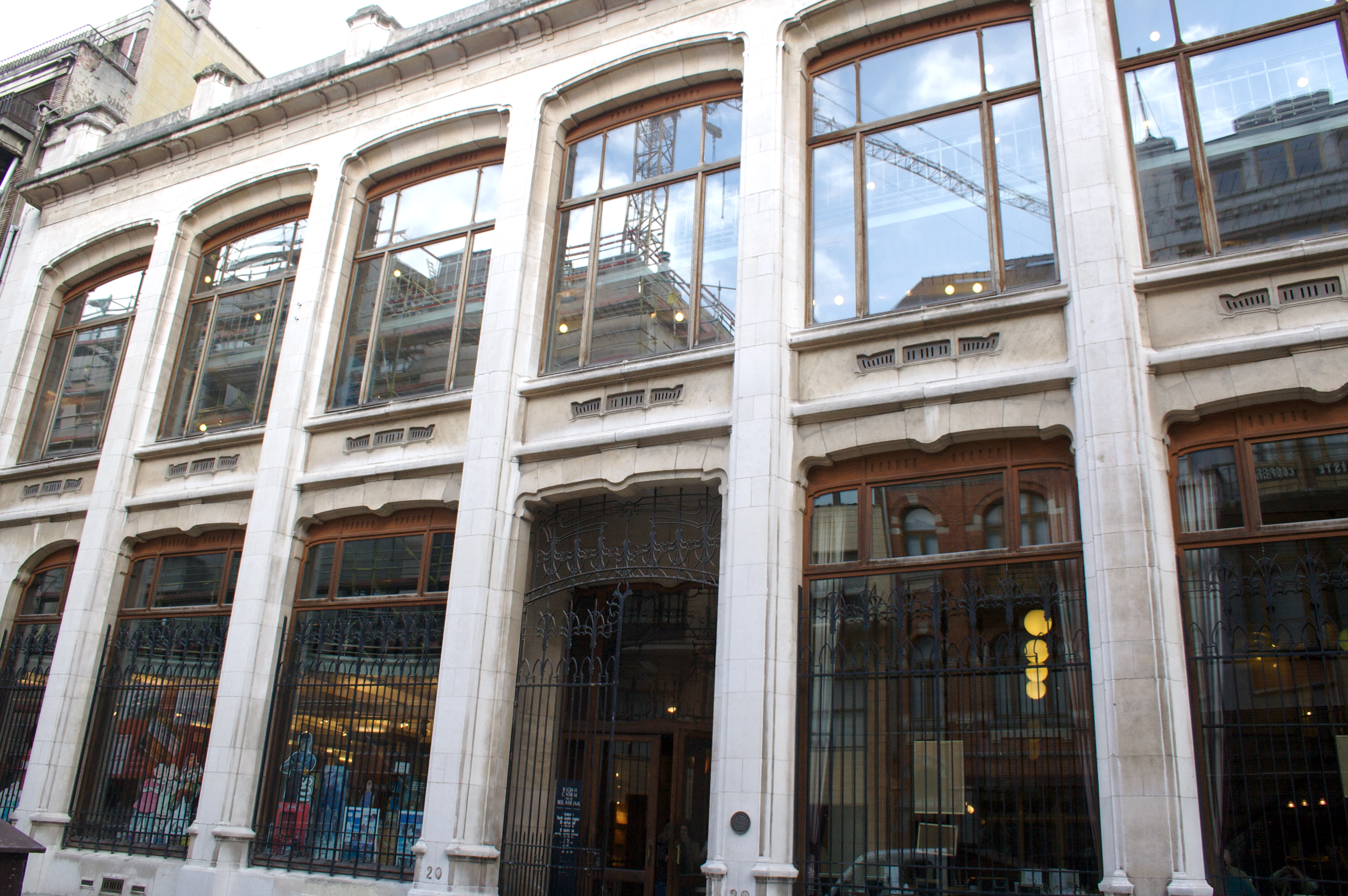
Façana de l'antic Magasins Waucquez, actual Centre Belga del Còmic, Brussel·les (1905)
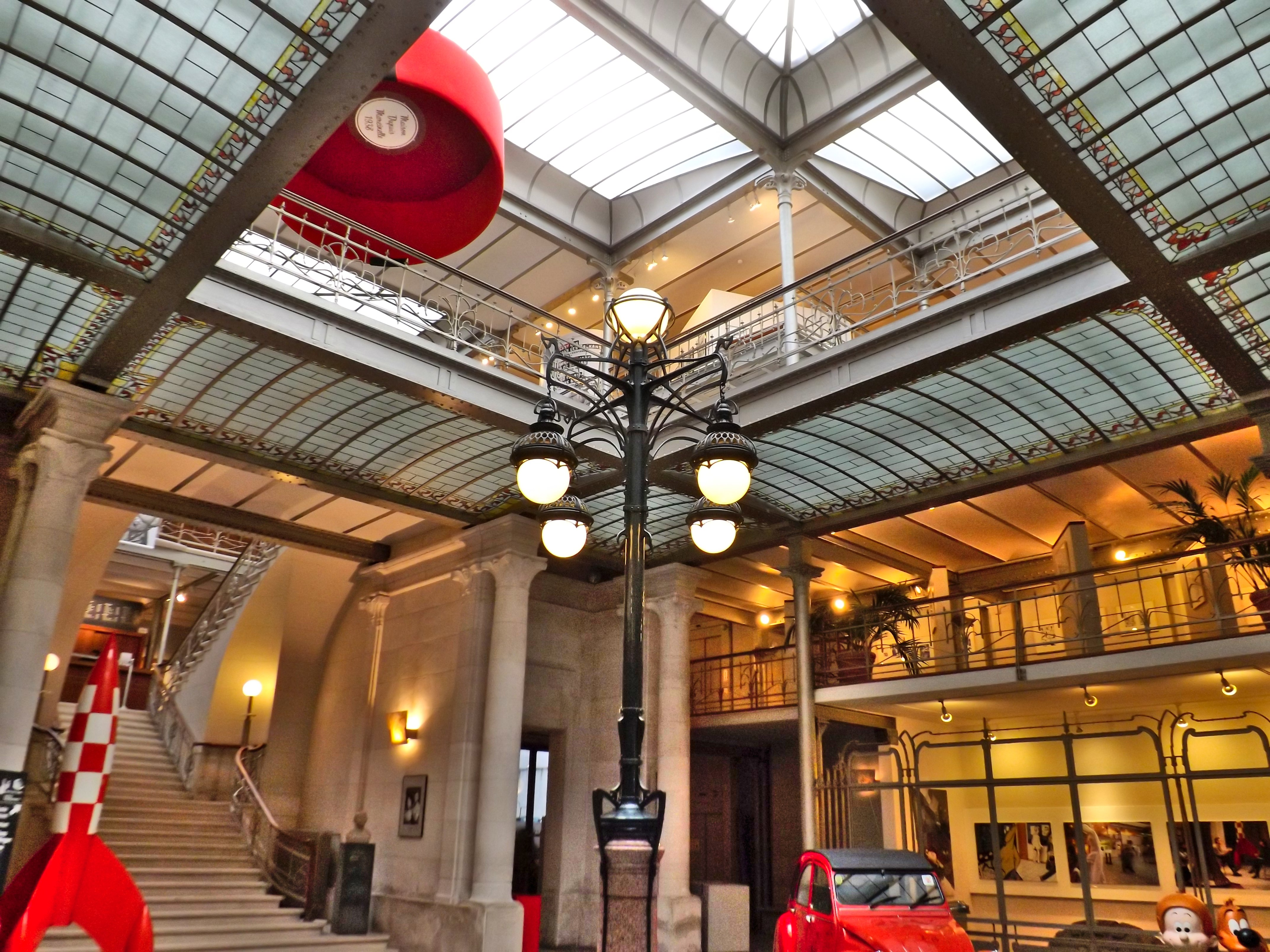
Sala d'entrada de l'antic Magasins Waucquez, ara el Centre Belga del Còmic
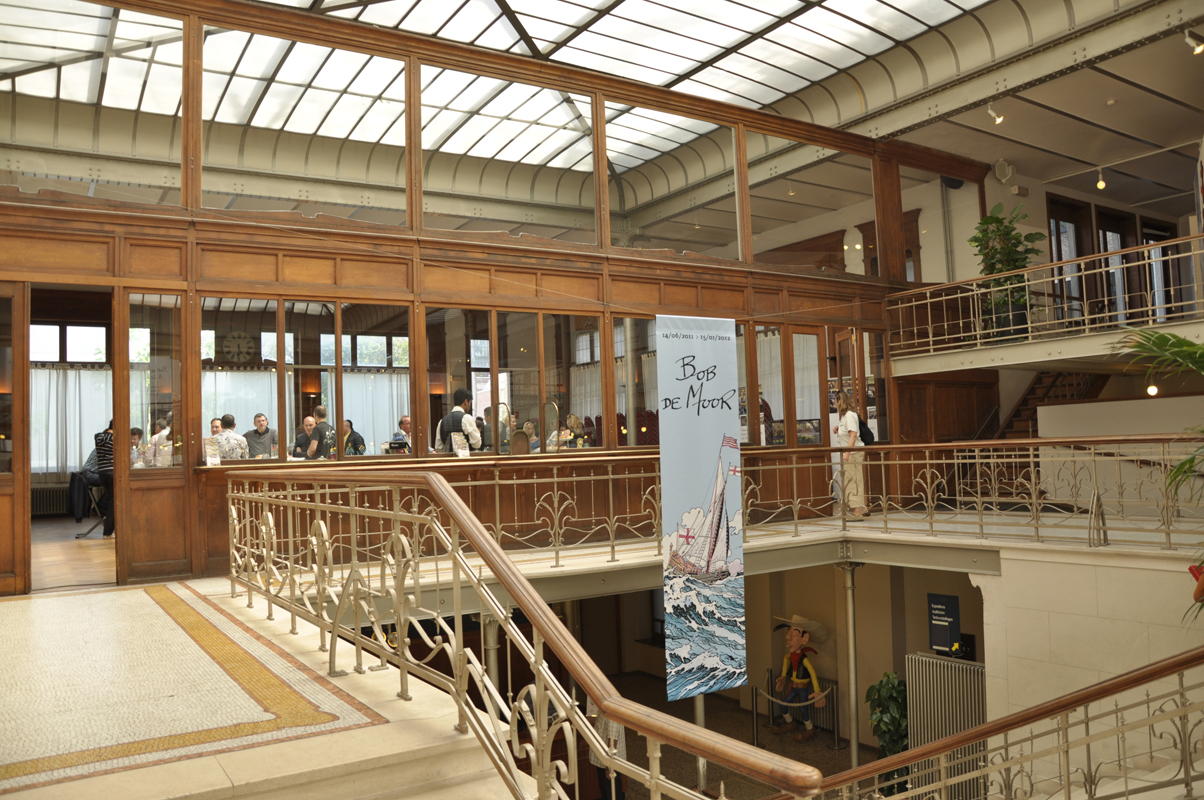
Planta superior del Centre Belga del Còmic

### Hospital Universitari Brugmann (1906)
El 1906, Horta va acceptar l'encàrrec del nou Hospital Universitari Brugmann (avui Lloc Victor Horta de l'Hospital Universitari Brugmann). Desenvolupat per tenir en compte les opinions dels metges i els administradors de l'hospital, el disseny d'Horta va separar les funcions de l'hospital en una sèrie de pavellons de poca alçada repartits per les 18 ha del campus del parc, i el treball va començar el 1911. Encara que es va utilitzar durant la Primera Guerra Mundial, l'obertura oficial es va retardar fins a 1923. El seu disseny i disposició inusuals van atreure un gran interès de la comunitat mèdica europea, i els seus edificis continuen en ús fins als nostres dies.

## La Primera Guerra Mundial: viatge als Estats Units
El febrer de 1915, quan havia esclatat la Primera Guerra Mundial i Bèlgica estava ocupada, Horta es va traslladar a Londres i va assistir a la Conferència d'Urbanisme sobre la Reconstrucció de Bèlgica, organitzada per l'Associació Internacional de Ciutats Jardí i Urbanisme. Incapaç de tornar a Bèlgica, a finals de 1915, va viatjar als Estats Units, on va donar una sèrie de conferències a universitats americanes, com Cornell, Harvard, MIT, Smith College, Wellesley College i Yale. El 1917, va ser nomenat Charles Eliot Norton Memorial Lecturer i professor d'arquitectura a la Universitat George Washington.

## Projectes posteriors: debut del modernisme (1919-1939)
Quan Horta va tornar a Brussel·les el gener de 1919, va vendre la seva casa i el seu taller a la Rue Américaine. / Amerikaansestraat, i també es va convertir en membre de ple dret de la Reial Acadèmia Bèlgica. L'austeritat de la postguerra va fer que l'Art Nouveau ja no fos assequible ni de moda. A partir d'aquest moment, Horta, que havia anat simplificant el seu estil durant la dècada anterior, va deixar d'utilitzar les formes orgàniques, i va basar els seus dissenys en el geomètric. Va continuar fent servir plànols racionals i aplicant els últims desenvolupaments en tecnologia de la construcció i enginyeria de serveis d'edificació. El Palais des Beaux-Arts de Brussel·les de Brussel·les, un centre cultural polivalent dissenyat en un estil més geomètric semblant a l'Art Déco.

### Centre de Belles Arts (1923-1929)
Horta va desenvolupar els plans del Centre de Belles Arts a partir de l'any 1919, i la construcció va començar l'any 1923. Es va acabar l'any 1929. Inicialment, estava pensat per ser construït amb pedra, però Horta va fer un nou plànol de formigó armat amb un marc d'acer. Tenia la intenció de deixar el formigó al descobert a l'interior, però l'aspecte final no va complir les seves expectatives, i el tenia cobert. La sala de concerts en si té una forma ovoide o d'ou inusual, i s'acompanya de galeries d'art, sales de reunions i altres sales funcionals. L'edifici està situat en un complex vessant de turó, i ocupa vuit nivells, gran part sota terra. També s'havia de dissenyar per evitar bloquejar la vista des del Palau Reial, al turó just a sobre.

El 1927, Horta va esdevenir el director de la Reial Acadèmia de Belles Arts de Brussel·les, càrrec que va ocupar durant quatre anys fins al 1931. En reconeixement de la seva tasca, Horta va rebre el títol de baró d'’rei Albert I el 1932.

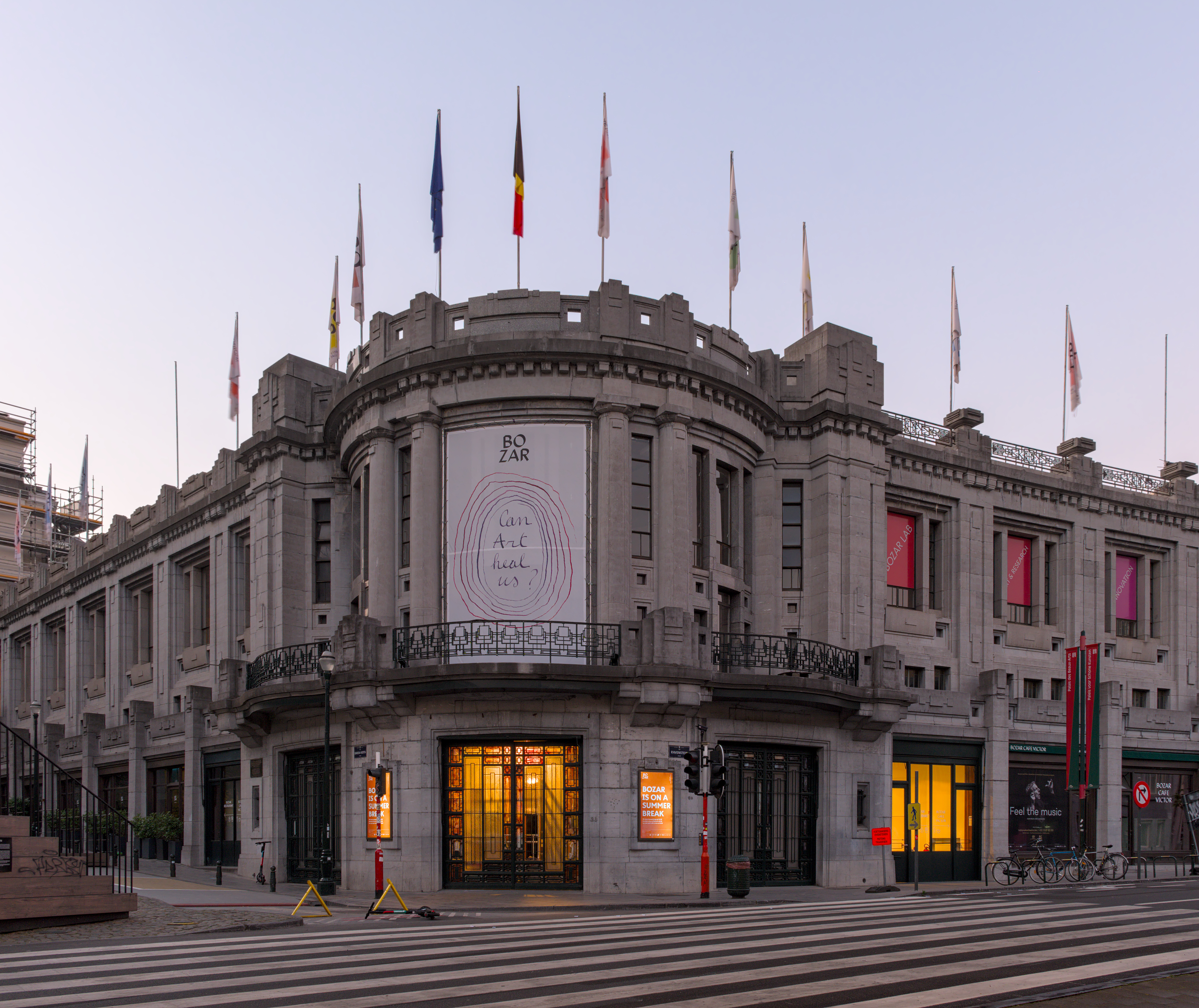
Centre de Belles Arts, Brussel·les (1923–1929)
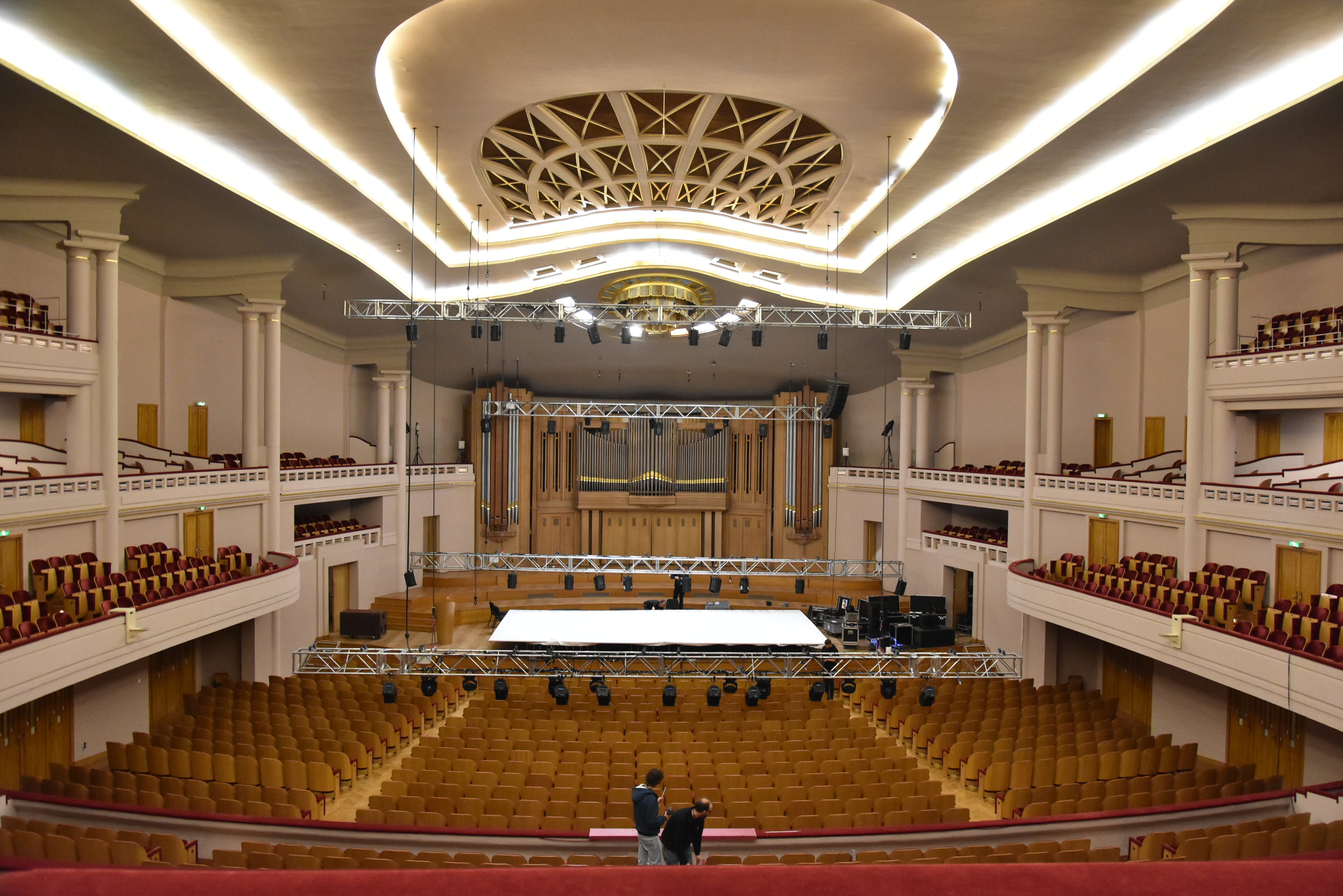
Henry Le Boeuf Hall del Centre de Belles Arts
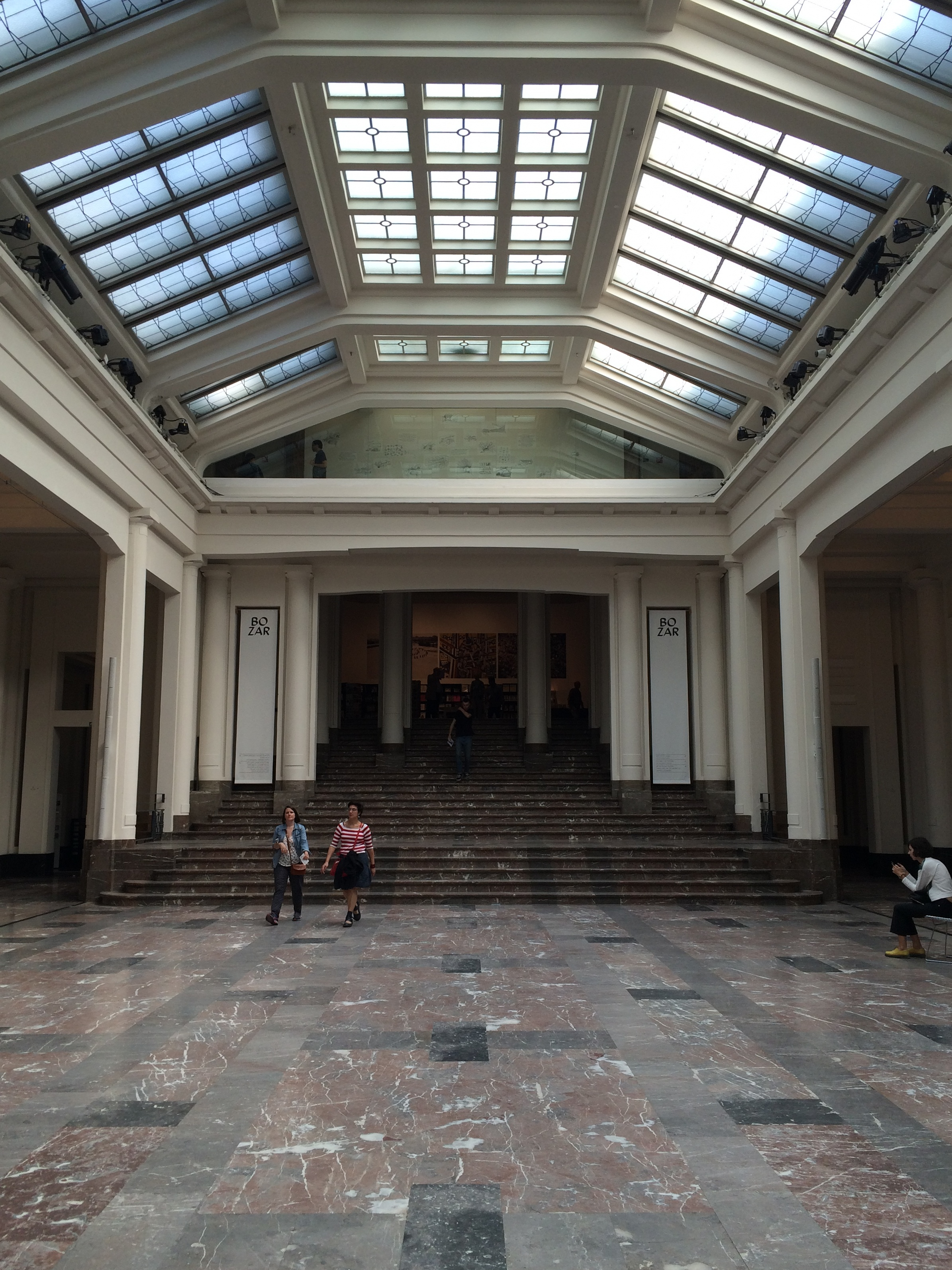
Sala d'exposicions del Centre de Belles Arts
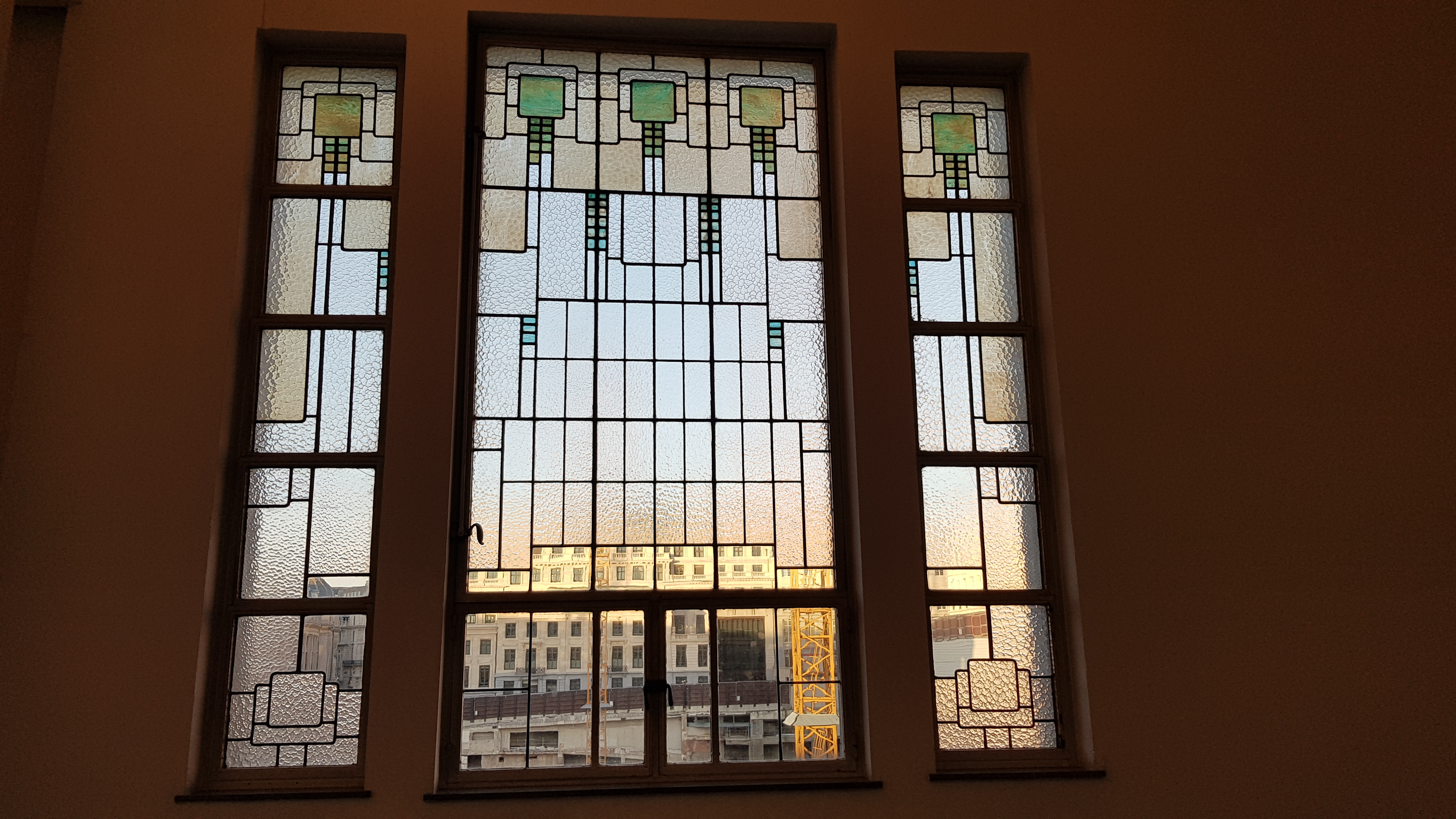
Aparador del Centre de Belles Arts

### Estació central de Brussel·les (1913–1952)
El 1910, Horta va començar a treballar en els dibuixos del seu projecte més ambiciós i més llarg: l'estació central de Brussel·les. Va ser encarregat formalment com a arquitecte el 1913, però el treball no va començar fins després de la Segona Guerra Mundial, el 1952. Es va plantejar inicialment que l'estació només formaria part d'un projecte de reurbanització molt més gran, que Horta havia concebut als anys vint, però això no es va realitzar mai.

L'inici de la construcció es va retardar seriosament a causa del llarg procés de compra i demolició de més de mil edificis al llarg del traçat del nou ferrocarril entre les estacions principals de Brussel·les, i després a causa de la Primera Guerra Mundial. Finalment, la construcció va començar el 1937 com a part dels plans per impulsar l'economia durant la Gran Depressió, abans de ser retardat de nou per l'esclat de la Segona Guerra Mundial. Horta encara treballava a l'estació quan va morir el 1947. L'estació va ser finalment completada, segons els seus plans, pels seus col·legues dirigits per Maxime Brunfaut. Es va obrir el 4 d'octubre de 1952.

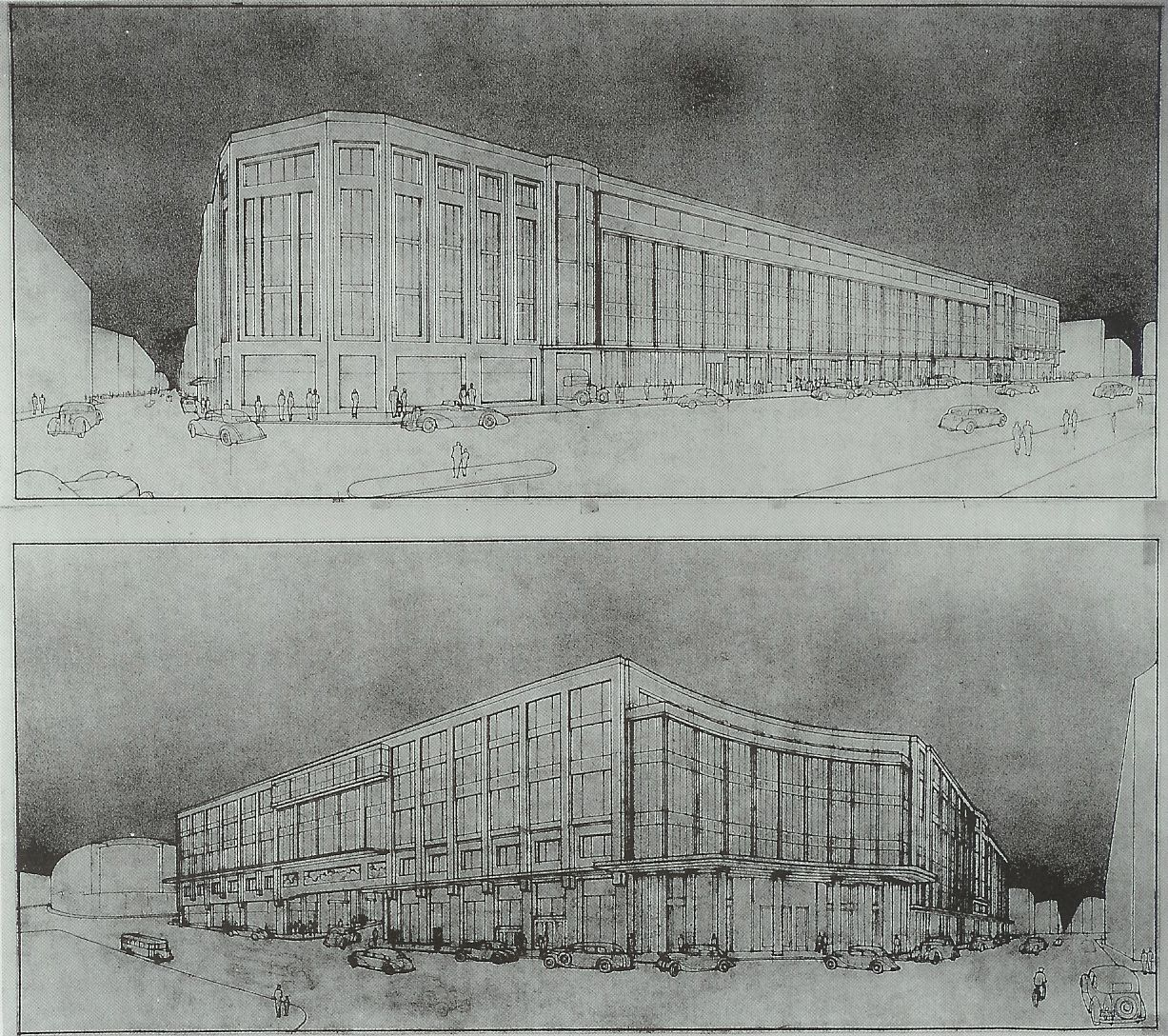
Esborrany de l'estació central de Brussel·les de Victor Horta (1913–1952)
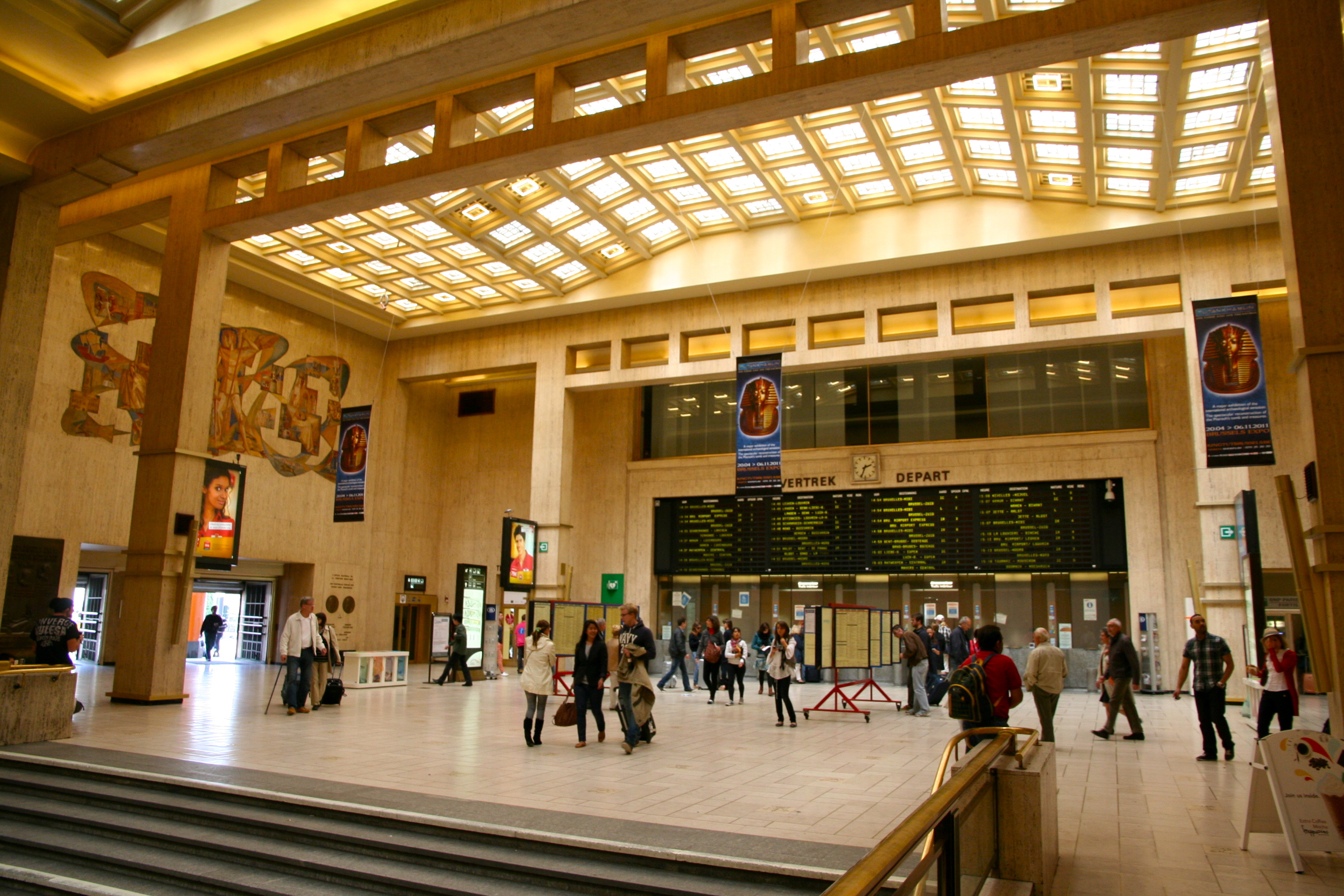
Sala principal de l'estació central de Brussel·les
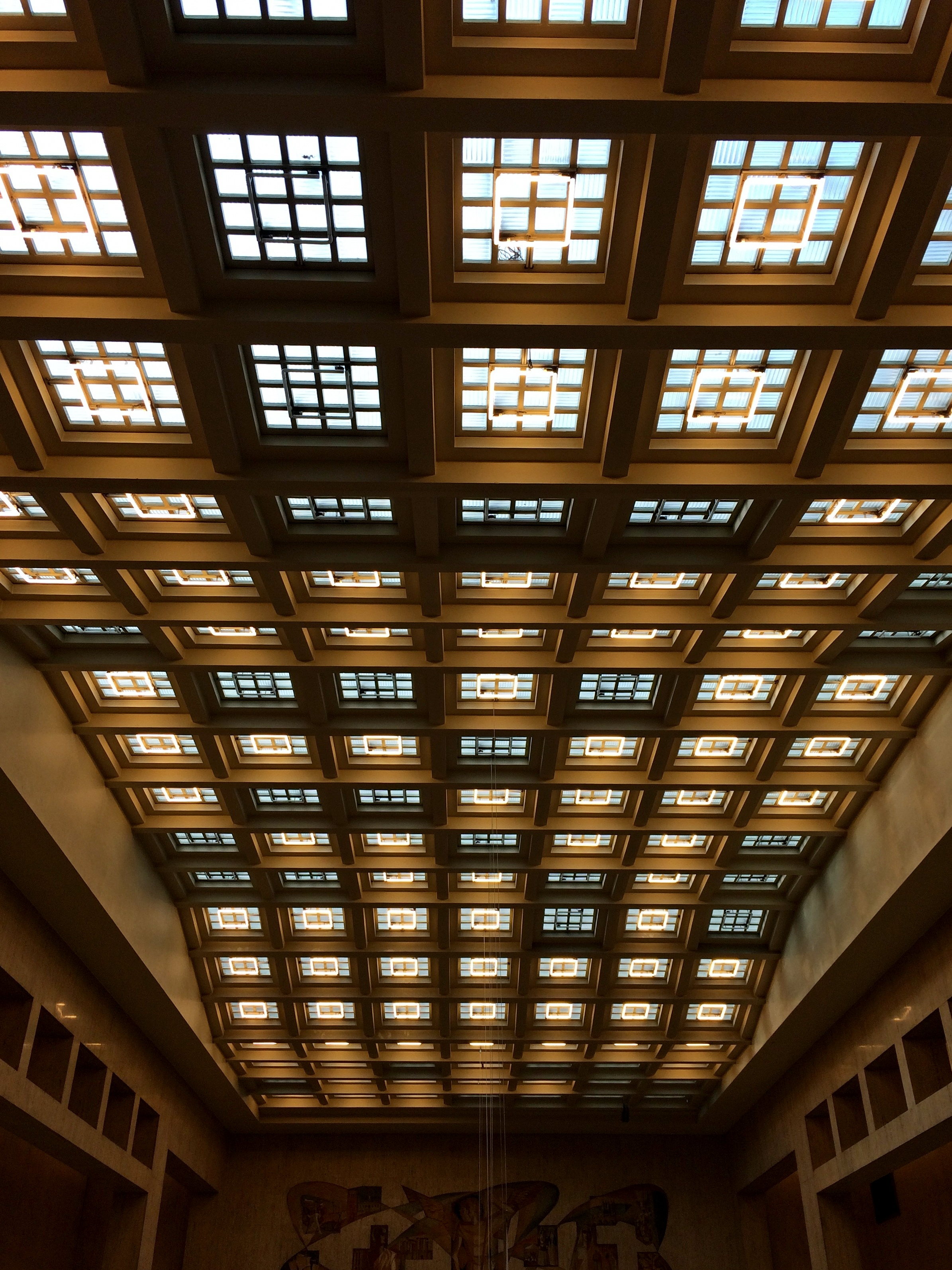
Sostre de l'estació central de Brussel·les
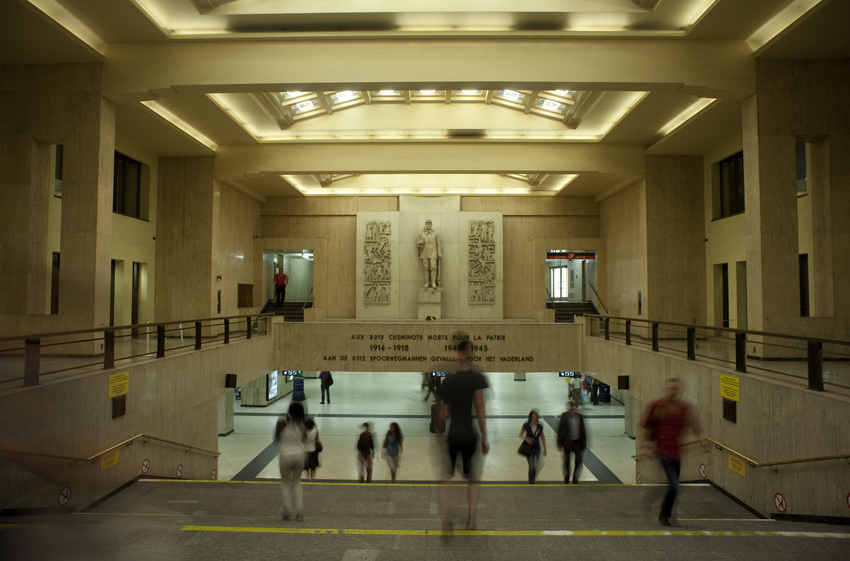
Escala amb bigues d'acer vistes, estació central de Brussel·les

## Mobles
Normalment, Horta va dissenyar no només l'edifici, sinó també el mobiliari, per adaptar-se al seu estil particular. Els seus mobles es van fer tan coneguts com les seves cases; una mostra dels seus mobles es va mostrar a l'Exposició Universal de París de 1900 i a l’Exposició d'Arts Decoratives Modernes de Torí de 1902. Normalment, es feia a mà i els mobles de cada casa eren diferents. En molts casos els mobles duraven més que la casa. El seu inconvenient era que, com que s'adaptava a la casa, no es podia canviar per cap altre estil, sense pertorbar l'harmonia de l'habitació.

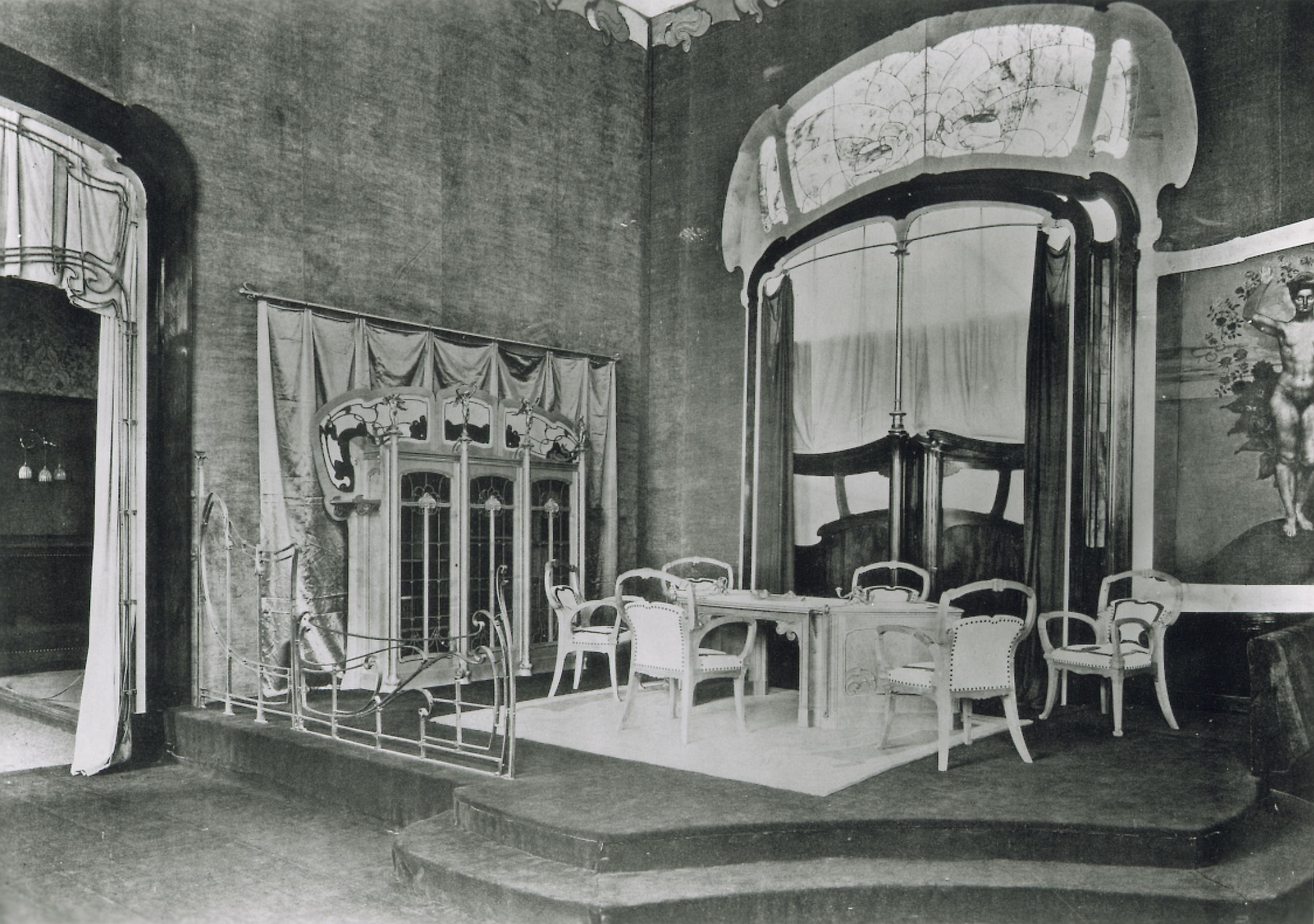
Menjador de Victor Horta exposat a l'Exposició Internacional de Torí de 1902
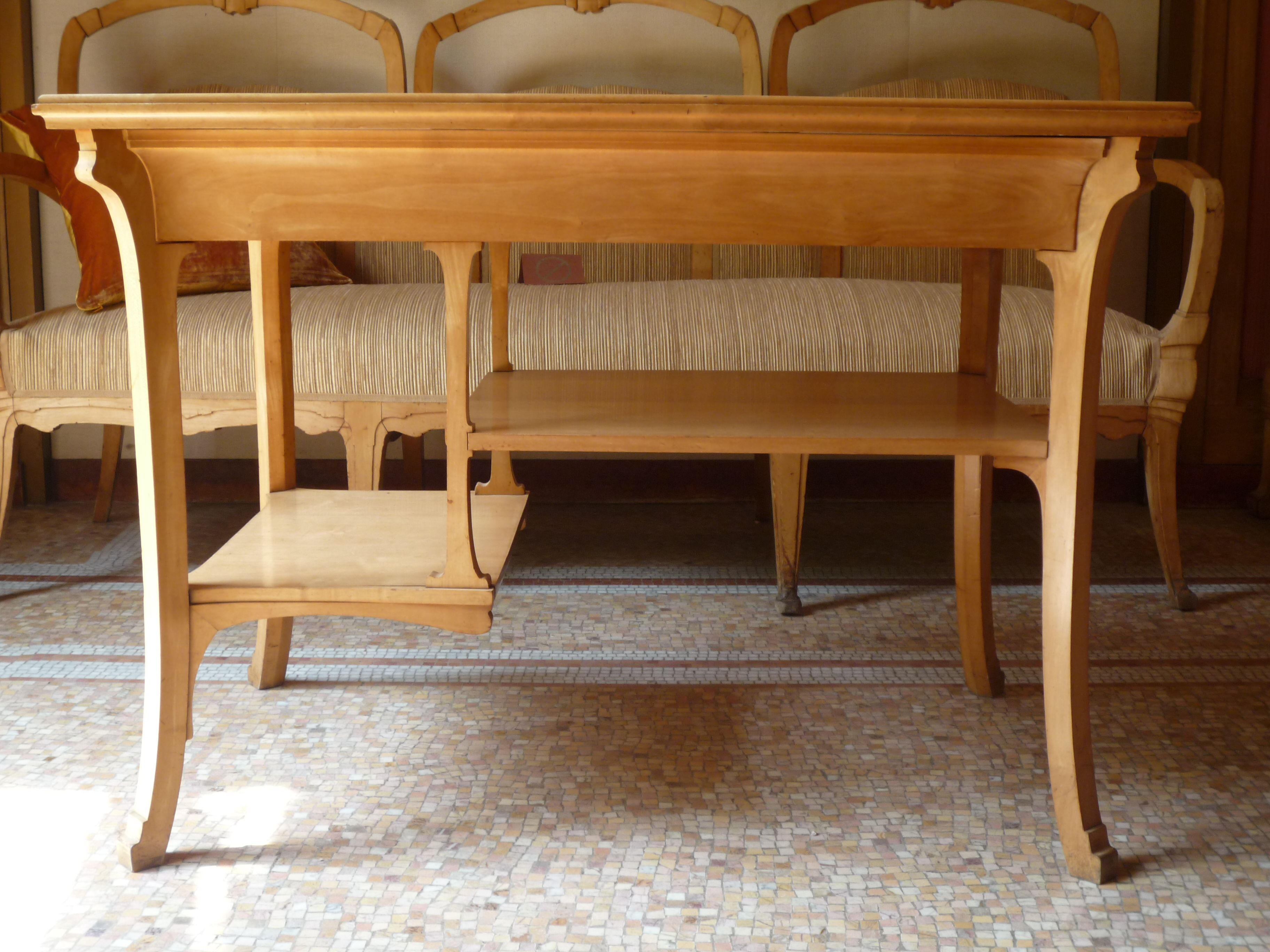
Taula dissenyada per Horta per a l'Exposició de Torí de 1902
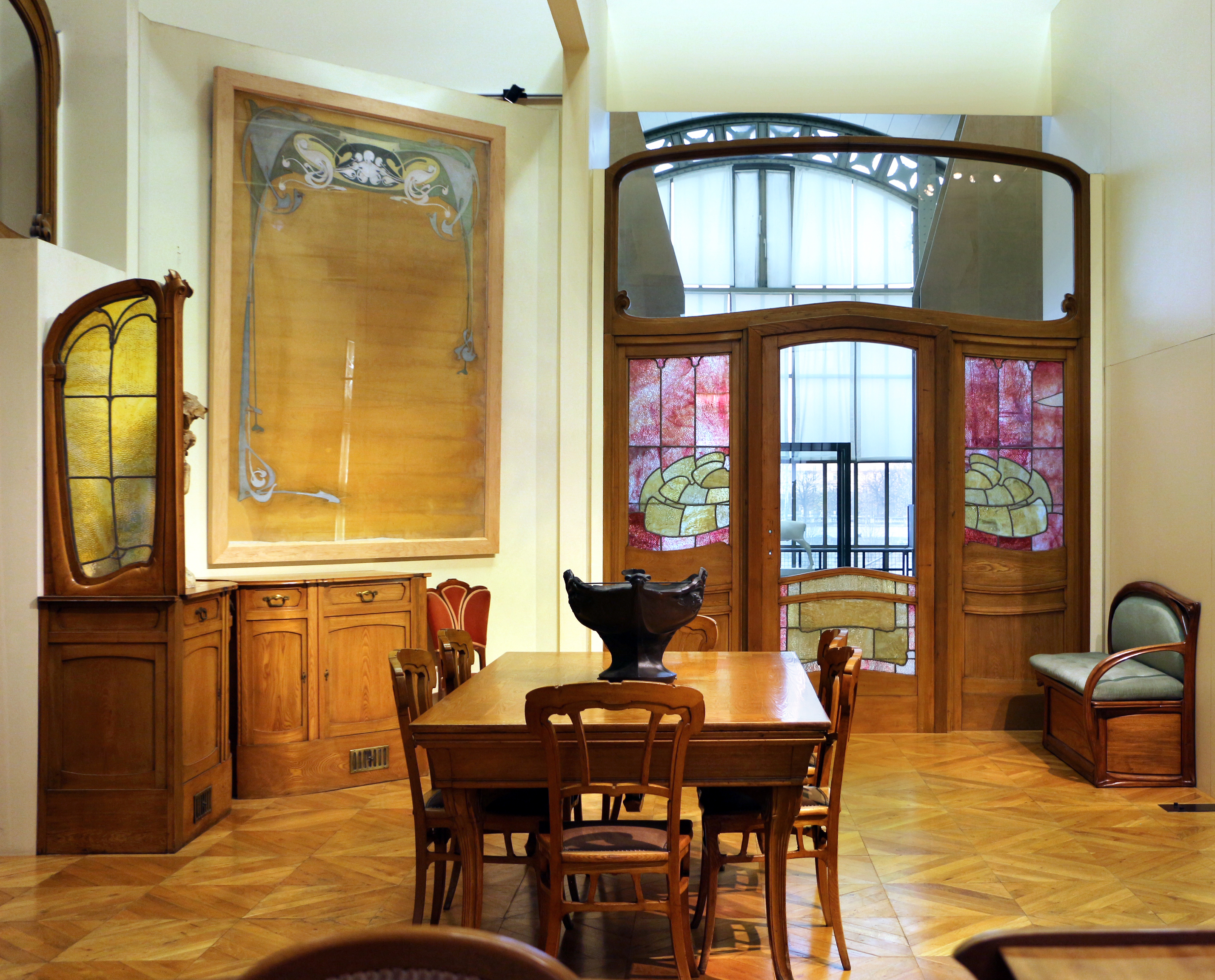
Mobles de menjador i panell de paret de l'Hôtel Aubecq (1902–1904)
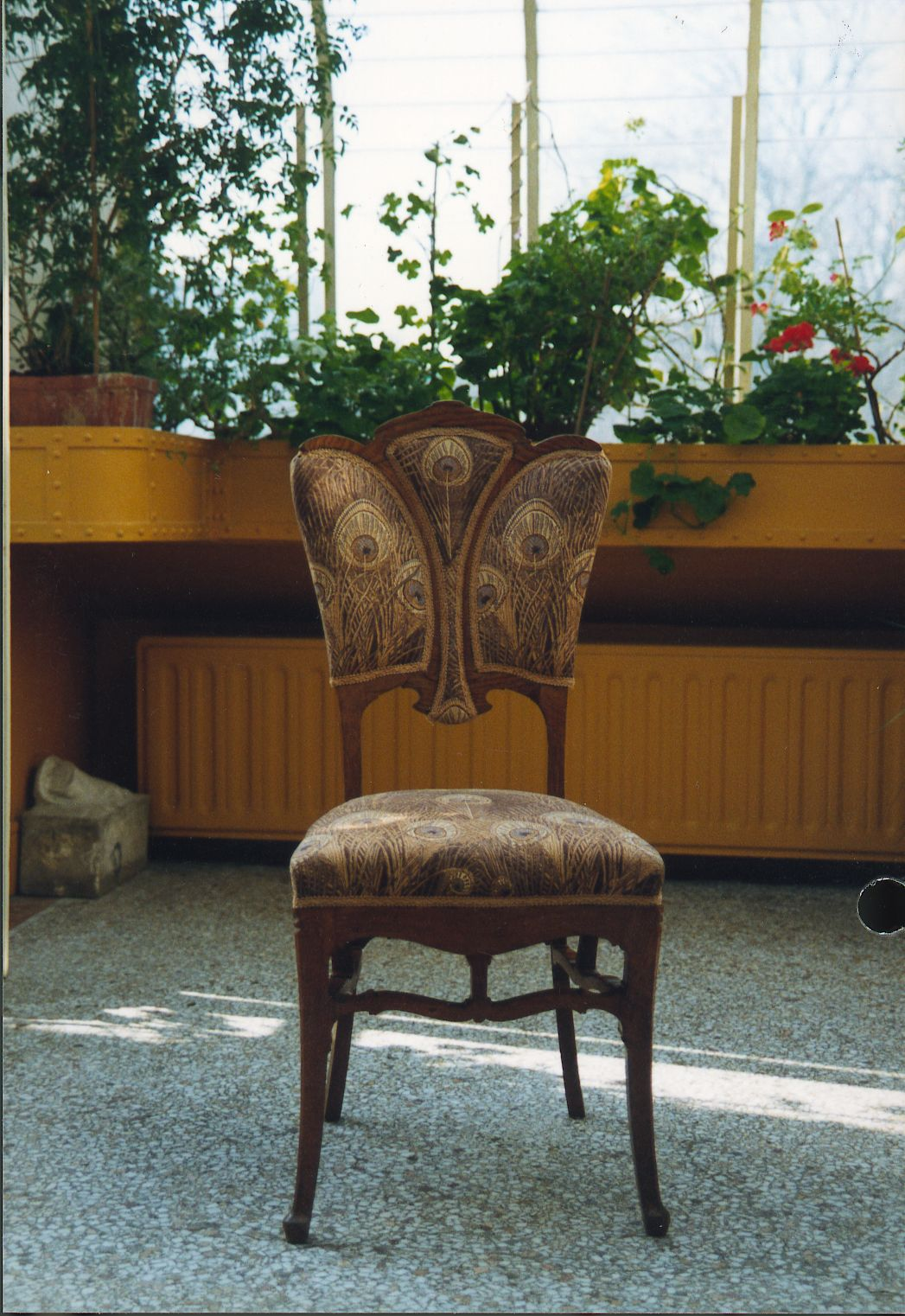
Cadira Peacock de l'Hôtel Tassel o del Castell de La Hulpe
Cadira de caoba (1900) (Cleveland Museum of Art)
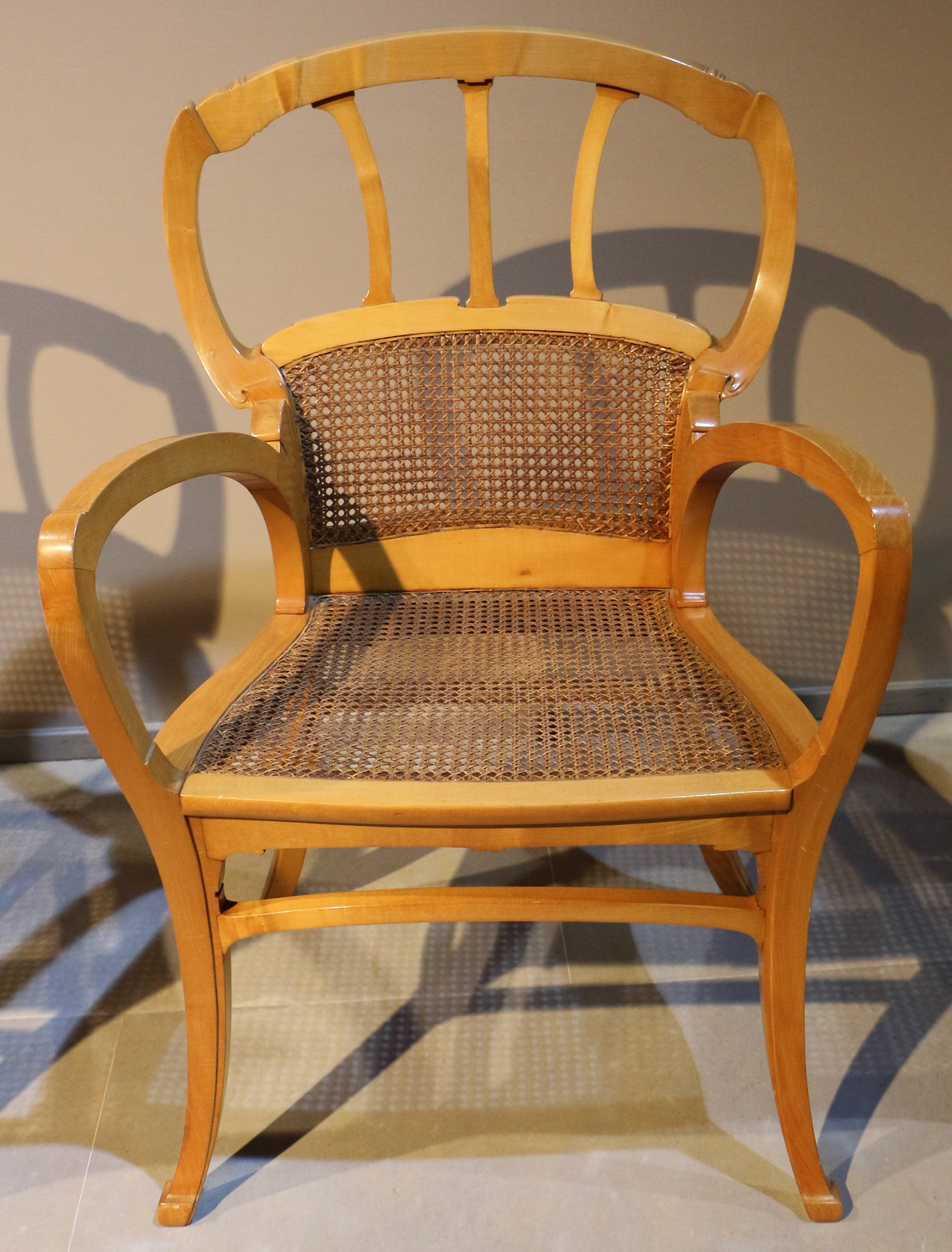
Cadira de l'Hotel Aubecq (1902–04), ara al Museu d'Orsay, París

## Més tard, vida laboral i personal
Horta i la seva primera dona es van divorciar el 1906. Es va casar amb la seva segona dona, Julia Carlsson, el 1908.
El 1925, va ser arquitecte d'honor del pavelló belga a l’Exposició Internacional d'Arts Decoratives i Industrials Modernes de París, l'exposició que va donar nom a l'Art Déco. El mateix any, va esdevenir director de la secció de Belles Arts de la Reial Acadèmia de Belles Arts de Bèlgica.
El 1937, va completar el disseny de la seva obra final, l'estació central de Brussel·les. El 1939, va començar a editar les seves memòries. Va morir el 8 de setembre de 1947 i va ser enterrat al cementiri d’Ixelles a Brussel·les.

### Patrimoni
Després que l'Art Nouveau ja no estigués de moda, molts dels edificis d'Horta van ser destruïts, sobretot la Maison du Peuple/Volkshuis, enderrocada el 1965, com s'ha esmentat anteriorment. No obstant això, diversos edificis d'Horta encara es mantenen a Brussel·les fins avui i alguns estan disponibles per visitar-los. Els més notables són els Magasins Waucquez, antigament grans magatzems, ara el Centre Belga del Còmic i quatre de les seves cases particulars (hotels), que van ser designades com a Patrimoni de la Humanitat per la UNESCO:
- Casa Tassel, dissenyada i construïda pel professor Émile Tassel el 1892–93

- Hôtel Solvay, dissenyat i construït entre 1895 i 1900.

- Hôtel van Eetvelde, dissenyat i construït entre 1895 i 1898.

- Casa i Estudi Horta, dissenyat l'any 1898, avui Museu d'Horta, dedicat a la seva obra.

## Honors
- Escut del baró Horta 1919

- - Oficial de l'Ordre de la Corona.[30]

Escut del baró Horta

- - Membre de la Reial Acadèmia de Bèlgica[31]

- 1920: Oficial de l'Orde de Leopold[32]

- 1925: Director de la Classe de Belles Arts de la Reial Acadèmia de Bèlgica[31]

- 1932: Creació del baró d'Horta per Reial decret i es va donar un escut

El 6 de gener de 2015, Google Doodle va commemorar el seu 154è aniversari.

## Galeria

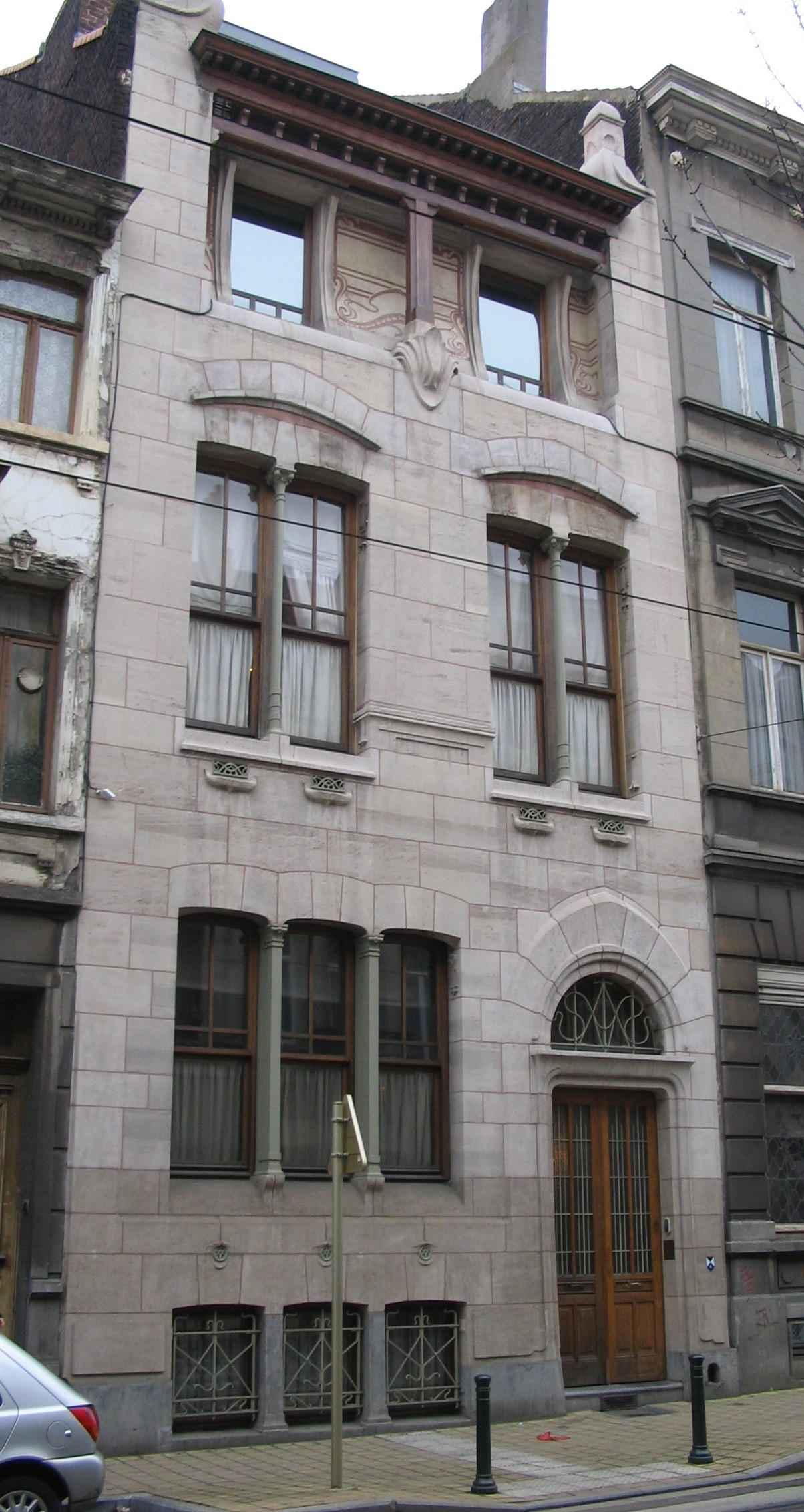
Maison Autrique, Brussel·les (1893)
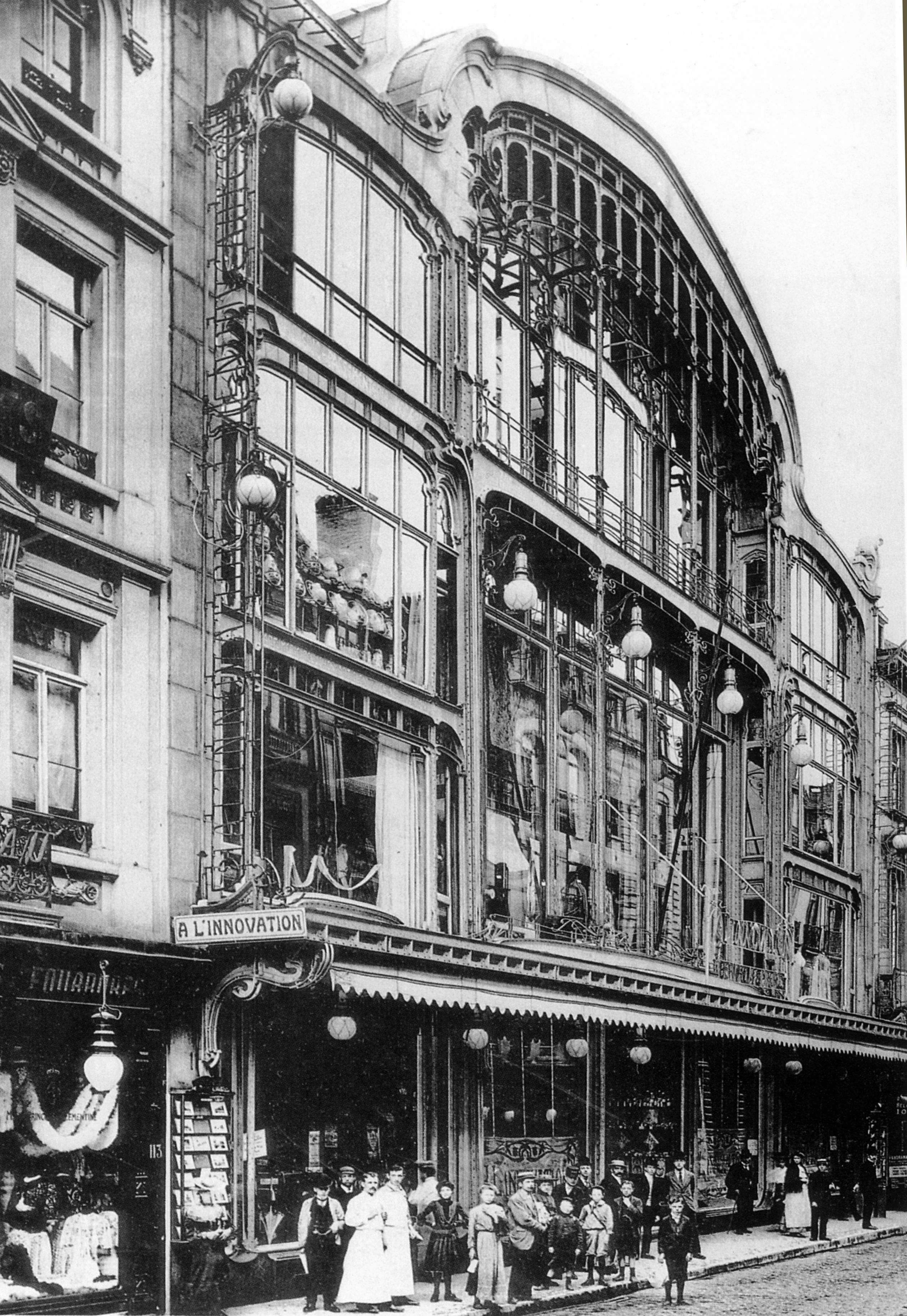
Grans magatzems L'Innovation, Brussel·les (1901) (enderrocat)
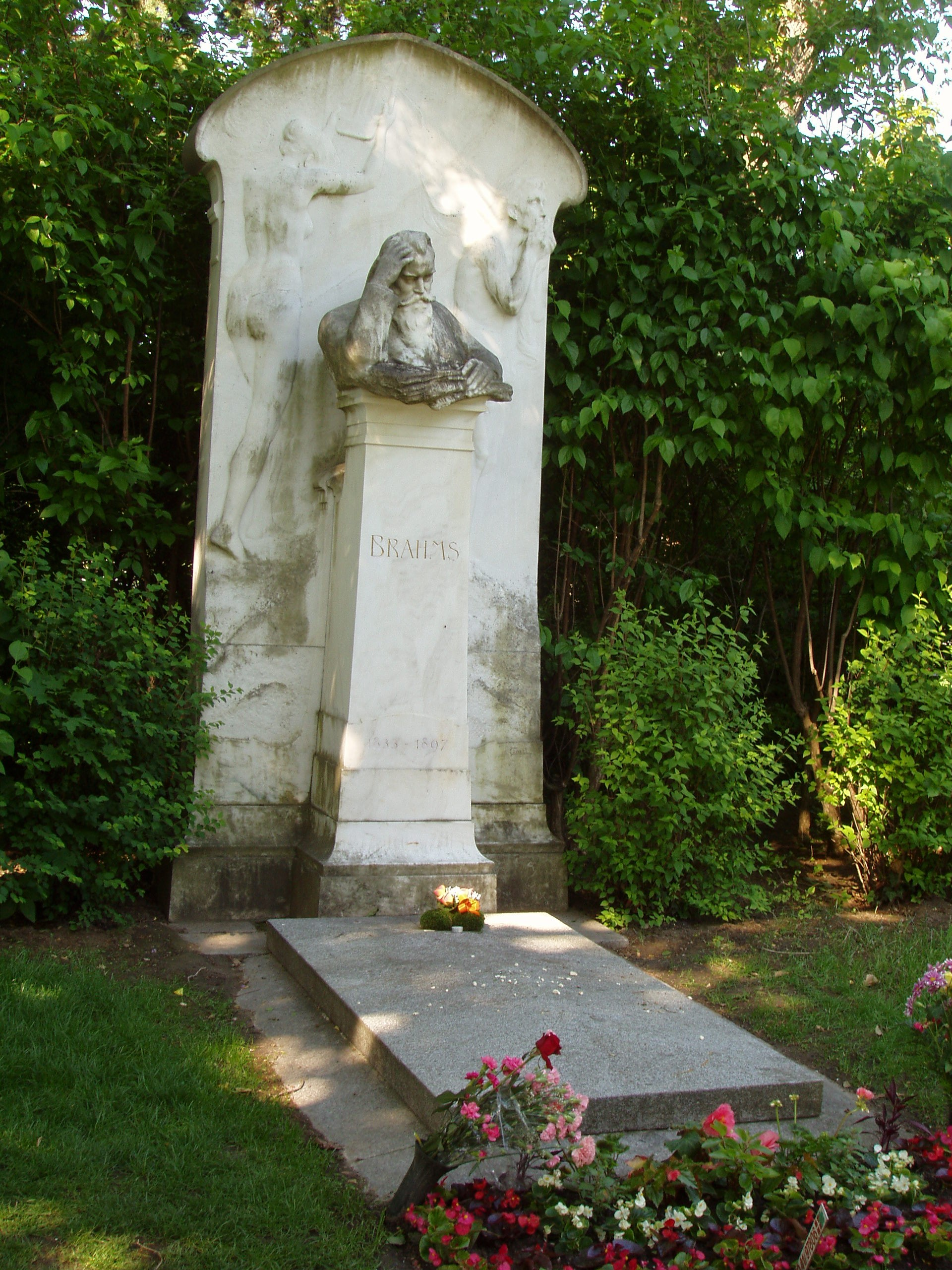
La tomba de Brahms al cementiri central de Viena (1903)
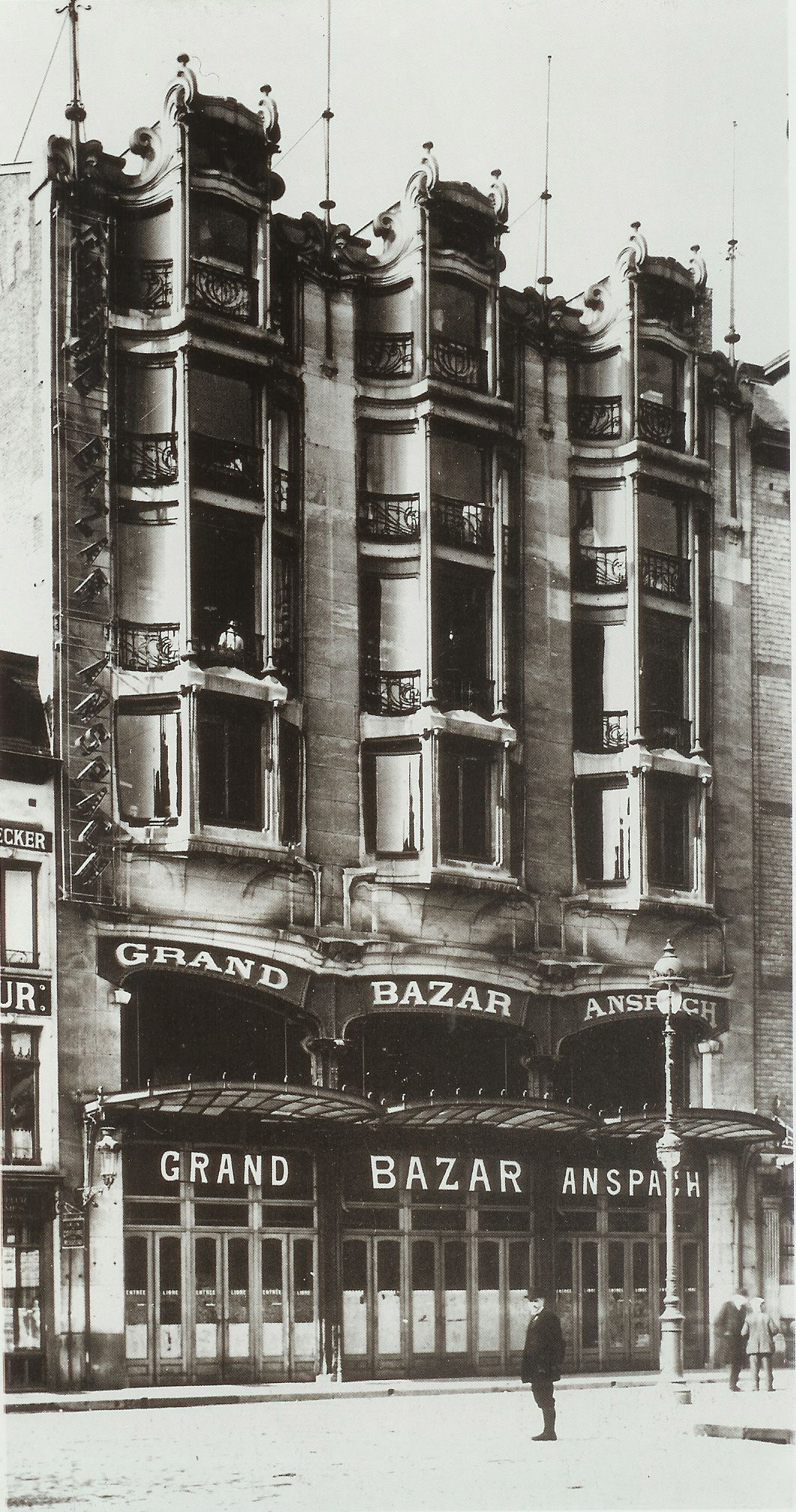
Grans magatzems Grand Bazar Anspach, Brussel·les (1903) (enderrocat)
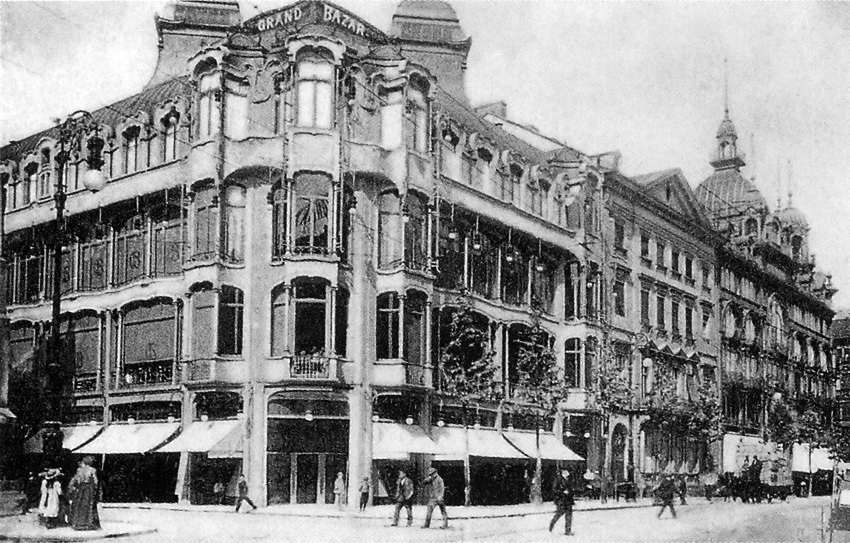
Grans magatzems Le Grand Bazar, Frankfurt (1903–1905) (demolida)
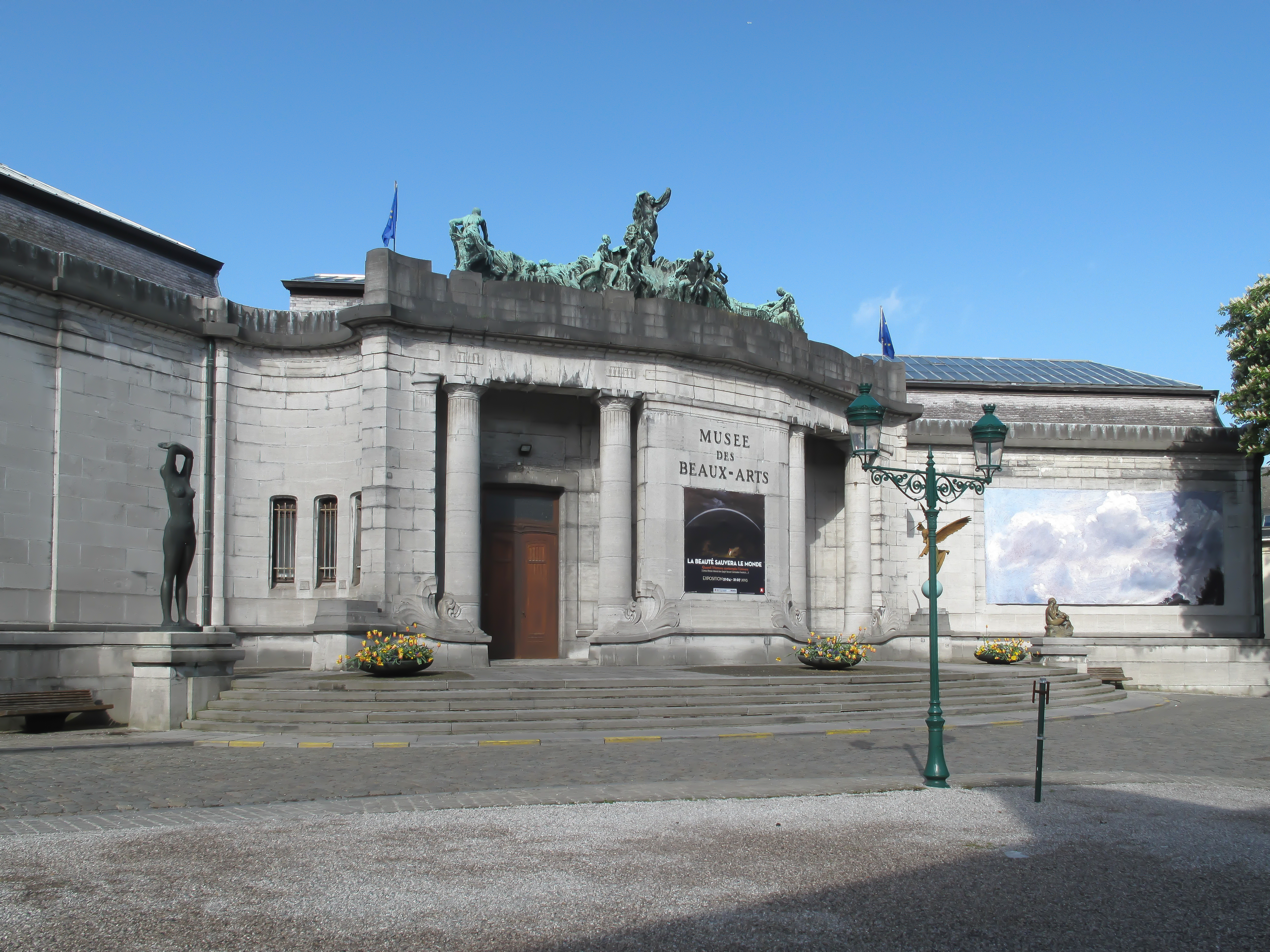
Museu de Belles Arts, Tournai (1928)

- Art Nouveau a Brussel·les

- Història de Brussel·les

- Bèlgica en «el llarg del segle xix»

En el període 1927–1931, fou director de l'Acadèmia Reial de Belles Arts de Brussel·les.